# Caso de La Línea en Guatemala
El Caso de «La Línea» es un proceso judicial por corrupción en Guatemala iniciado el 16 de abril de 2015 cuando el Ministerio Público de Guatemala y Comisión Internacional contra la Impunidad en Guatemala involucró a varios altos funcionarios del gobierno de Otto Pérez Molina, en funciones en ese momento, incluyendo el capitán retirado Juan Carlos Monzón (secretario privado de la entonces vicepresidencia) y directores de la Superintendencia de Administración Tributaria de Guatemala en una sofisticada red de contrabando en las aduanas de ese país centroamericano.
Por este caso, en 2020, ya fueron condenados empresarios que usaron la estructura criminal para evadir impuestos y se les impuso una pena de 3 años con 4 meses de prisión conmutables, también una multa de Q.33 mil 333 e inhabilitación para el ejercicio de cargos públicos siendo estos Miao Miao, Zoumin Mai, Eder Eli Leiva Hernández, Antoun Batach Mksoud, Sookhwa Jung Kyung Rang Hong, IL Kim, Mirna Lucrecia Montenegro Armas, Zhonlang Huang, Zhixiang Chen, Hugo Jo Hu, María Olimpia Oliva Vivar, Fang Meiyu, Augusto René Castillo López, Jae Uk An.
Salvador González, alias Eco, en febrero de 2017 fue condenado a 7 años de prisión totales, divididos en tres crímenes: 2 años 8 meses por asociación ilícita, 2 años 9 meses 10 días por casos especiales de defraudación aduanera, y 1 año 1 mes y 10 días de prisión por cohecho pasivo.
El 17 de enero de 2022 inició el juicio contra Otto Pérez Molina, Roxana Baldetti y otros implicados dentro del caso y se extendió hasta octubre de ese mismo año, según información del Ministerio Público la carpeta judicial del caso incluye 625 pruebas documentales (correos electrónicos, informes financieros y estados de cuenta bancarias), de ahí que se fijaron tres días a la semana para las audiencias.
El Caso de La Línea formó parte de la Alianza para la prosperidad del Triángulo Norte de la América Central promovida por la administración de Barack Obama en Guatemala, El Salvador y Honduras y que —aunque presentada como una estrategia para impulsar el desarrollo de la región para paliar la crisis migratoria de Guatemala, Honduras y El Salvador — era parte de una estrategia de los Estados Unidos para mantener su hegemonía histórica en Centroamérica, siendo ésta amenazada por la construcción del Canal de Nicaragua que está realizando la empresa china  «HK Nicaragua Canal Development» y las exploraciones mineras en la región por parte de empresas rusas.
Al momento de descubrirse el caso, Monzón se encontraba en Seúl, acompañando por la entonces vicepresidenta Roxana Baldetti —a quien le fue conferido un doctorado honoris causa en esa ciudad por su trabajo social―. Cuando se enteró de los cargos contra él, Monzón emprendió la fuga; otros involucrados fueron capturados en Guatemala. Algunos de ellos obtuvieron su libertad al cabo de unos pocos días debido a una medida sustitutiva que les otorgó la jueza guatemalteca Marta Sierra de Stalling, aunque el Ministerio Público accionó inmediatamente para impugnar dicha medida y los regresó a prisión, junto con la jueza Sierra de Stalling.
Tras pasar una semana de que se hicieron los anuncios, la atención se centró en las figuras de Pérez Molina y Baldetti, al punto que se organizó una manifestación de protesta para exigir la renuncia al derecho de antejuicio del presidente y la renuncia al cargo a la vicepresidenta el 25 de abril de 2015 en la Plaza de la Constitución y se corrieron rumores de una posible paralización de la Ciudad de Guatemala el 27 de abril de 2015. Incluso cuando el presidente solicitó al Secretario General de las Naciones Unidas la extensión del mandato de la CICIG (Comisión Internacional contra la Impunidad en Guatemala) hasta septiembre de 2017 como resultado de estas protestas, la presión sobre el Gobierno no se aplacó porque ni el Ministerio Público ni la CICIG habían reportado nombres de ninguna de las empresas que habrían utilizado los servicios de «La Línea» para defraudar al fisco guatemalteco.
Se organizaron marcha multitudinarias por medio de las redes sociales, las cuales demostraron su repudio hacia el Gobierno y hacia los partidos políticos del país. Es de destacar que estas organizaciones fueron espontáneas, pues en Guatemala a pesar de que algunas acciones tengan a la población a punto de un estallido social, no hay quien organice dicho estallido en forma efectiva por falta de credibilidad a todos los actores políticos del país. Por otro lado, aunque no hubo organización política que hiciera estallar todo el malestar acumulado, las élites tradicionales del país, preocupadas por la situación actual y considerando que el polvorín social podría estallar muchísimo más, organizaron una lucha frontal contra la corrupción de los funcionarios públicos y obligaron a estos a extender la permanencia de la Comisión Internacional Contra la Impunidad en Guatemala, logrando que el malestar de la población se dirigiera hacia el Gobierno y en especial hacia la entonces vicepresidenta, Roxana Baldetti Elías, quien fue obligada a renunciar el 8 de mayo de 2015, aunque muchos consideraban que existía corrupción generalizada en el país desde hacía décadas y que eso es lo que se debería de haber afrontado desde mucho tiempo atrás.
Se denunció que en el sistema político existía un grupo de personas a quienes les resultaba más barato utilizar los servicios de estructuras como La Línea que realizar los pagos legales que deberían hacerle al fisco por sus ganancias, con la excusa de que los impuestos se los roban los políticos corruptos, y por lo tanto, preferían robárselos ellos a cambio de darles una parte a funcionarios de gobierno. Esta corrupción llevaría a los empréstitos con intereses onerosos y a las medidas de austeridad que el Gobierno se había visto obligado a emprender para cumplir con sus obligaciones por la falta de recaudación eficiente, lo que agravaba la pobreza del resto de la población.
El 20 de mayo de 2015 se presentó un caso en contra de la junta directiva del Instituto Guatemalteco de Seguridad Social (IGSS) cuyos integrantes fueron capturados por supuestas anomalías en un contrato que el seguro social firmó con la empresa farmacéutica PISA, por medio de la cual se brindaron servicios a pacientes con enfermedades renales. En total hubo dieciséis capturas, entre ellas la del presidente de junta directiva del IGSS, Juan de Dios Rodríguez, quien fue detenido por fraude y que había sido secretario privado de, Otto Pérez Molina; otro de los capturados fue Otto Molina Stalling, hijo de la presidenta de la Cámara Penal de la Corte Suprema de Justicia de Guatemala —CSJ—, Blanca Stalling. Otto Molina Stalling fungía como subgerente financiero del IGSS en 2014, y fue detenido por asociación ilícita, cobro ilegal de comisiones y tráfico de influencias. Según la investigación, los detenidos se concertaron «con el ánimo de obtener beneficios económicos ilícitos a cambio de la adjudicación de un contrato millonario a la Empresa PISA, que no llenaba los requisitos, ni contaba con estructura básica para brindar el servicio a pacientes renales del Instituto Guatemalteco de Seguridad Social» y se habrían quedado con el 15 % del total del monto del contrato, el cual asciende a los 116 millones de quetzales. El 14 de octubre de 2021 la Corte Suprema de Justicia confirmó una sentencia absolutoria en contra de los acusados, considerando que el Ministerio Público no presentó los indicios suficientes para emitir una condena.
El 21 de agosto de 2015, un juez giró una orden de captura contra la exvicepresidenta Roxana Baldetti y una solicitud de antejuicio contra el presidente Otto Pérez Molina por los delitos de cohecho pasivo, asociación ilícita y caso especial de defraudación aduanera. En la conferencia de prensa que ambas entidades dieron ese mismo día, informaron que evidencias obtenidas durante los operativos del 16 de abril de 2015 demostraron que Juan Carlos Monzón no era el líder de «La Línea», sino que lo habrían sido el presidente y la exvicepresidenta; es más, sugirieron que ambos habrían estado involucrados en la red desde antes de ser electos como gobernantes.
Baldetti fue enviada a prisión preventiva a la cárcel de Santa Teresa luego de pasar varios días en la cárcel del cuartel de Matamoros y la ciudadanía convocó a un Paro Nacional cuando se escuchó la voz del presidente, en una interceptación telefónica anterior, durante la audiencia legal que se le estaba siguiendo a Baldetti y que lo incriminaban en el caso de defraudación aduanera. Finalmente, el 2 de septiembre de 2015 Pérez Molina presentó su renuncia, la cual fue aceptada por el Congreso de la República el 3 de septiembre, y ese mismo día fue juramentado el licenciado Alejandro Maldonado Aguirre como el nuevo presidente de la República que había sido designado vicepresidente ante la renuncia de Baldetti.
En un giro sorpresivo, el lunes 5 de octubre de 2015, Juan Carlos Monzón se entregó a las autoridades y confesó ser miembro de la estructura aunque no ser el líder de la misma, pues en el gobierno del Partido Patriota, nada se hacía sin la autorización de Pérez Molina o Baldetti Elías; dijo también que estaba dispuesto a colaborar, siempre y cuando se le diera protección a él y a su familia.

## Antecedentes

### El «Sindicato» y la «Cofradía»
En los años setenta, los generales Manuel Antonio Callejas y Francisco Ortega Menaldo ―yerno del entonces presidente Carlos Manuel Arana Osorio― crearon una poderosa organización paralela al Ministerio de Finanzas Públicas de Guatemala que el ejército de Guatemala estableció supuestamente para detectar el tráfico de armas y municiones destinadas a grupos guerrilleros durante la Guerra Civil de Guatemala. En realidad la organización sirvió para llevar a cabo operaciones de contrabando y otras actividades ilícitas, dando origen a dos grupos: el «Sindicato» y la «Cofradía».

### Red Moreno de contrabando

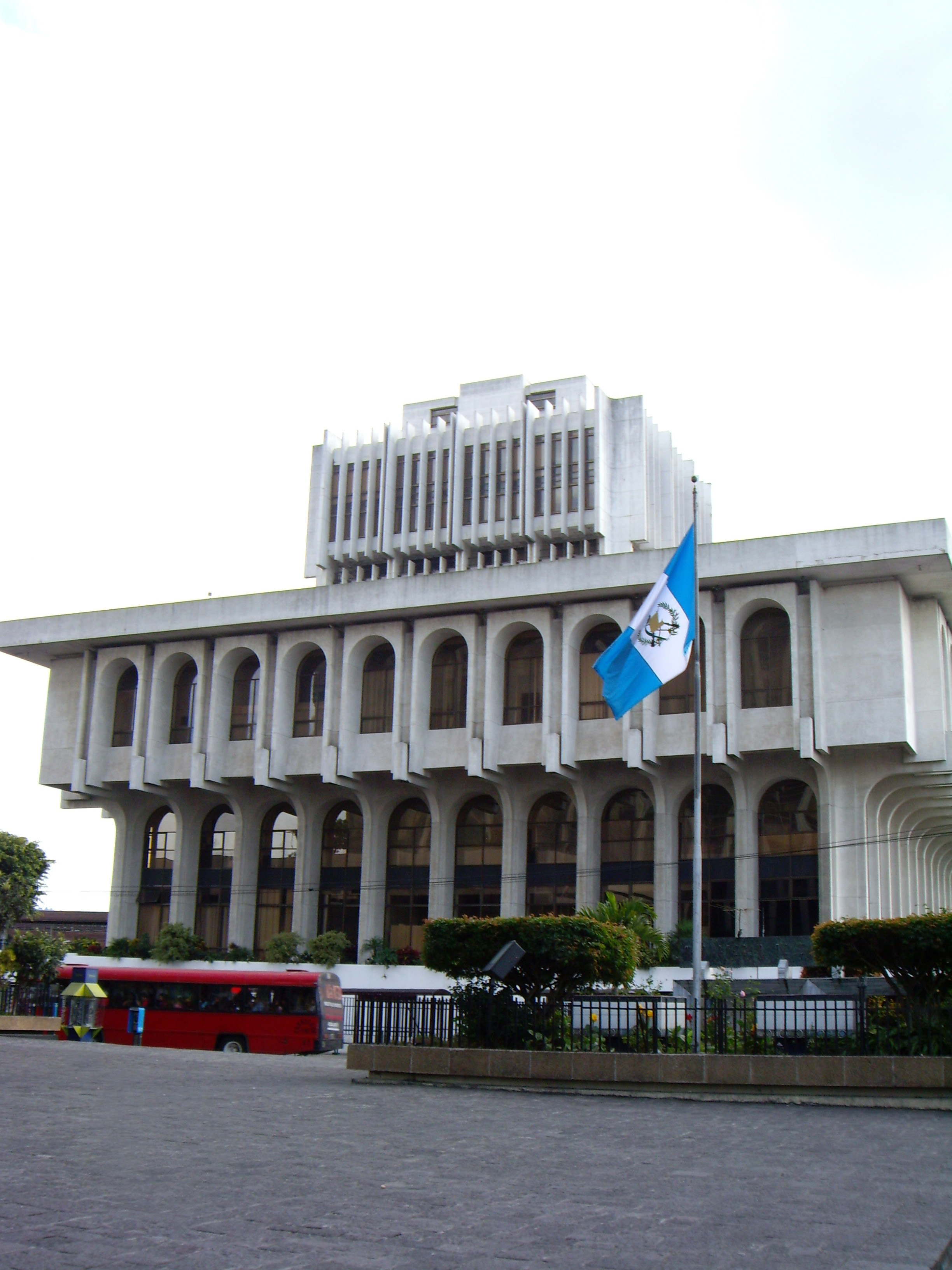
Corte Suprema de Justicia

En el Gobierno de Álvaro Arzú (1996-2000) la red de contrabando fue atacada cuando el Ministerio Público encontró evidencia que implicó a varios militares de alto rango, dentro los que destacaba el general Luis Francisco Ortega Menaldo, el coronel Salán Sánchez, el general Efraín Ríos Montt, el coronel Napoleón Rojas Méndez, el mayor Byron Barrientos, y Mario Guillermo Ruiz Wong. También estaría involucrado Alfonso Portillo, candidato presidencial del FRG en las elecciones de 1996 y 2000, quien el 16 de septiembre de 1996 admitió haber recibido de Moreno 70 000 quetzales para su campaña política.
La red de contrabando según los juicios llevados a cabo del 2000 al 2002, controlaba el movimiento de contenedores, el valor de los productos importados y el tipo de mercancías que se movían. Tomaban control de los contenedores, los que luego eran devueltos al propietario después de pagar una suma de dinero. Este dinero era repartido dentro de la estructura, que involucraba a la Policía Nacional, la Guardia de Hacienda, el Ministerio de Finanzas Públicas, el ejército y el Ministerio Público.
Luego de la victoria del FRG en 2000, el nuevo fiscal general, Rodolfo González Rodas, decidió suprimir la unidad de casos especiales que se había estado encargando del caso de Moreno y que había investigado las conexiones de Moreno con Portillo y Ríos Montt. En 2001 Moreno pagó un millón de quetzales como fianza y fue dejado en libertad.

### Fundación del Partido Patriota
El Partido Patriota, fue fundado el 13 de junio de 2002 por el general Otto Pérez Molina, la comunicadora Roxana Baldetti y el empresario Alejandro Sinibaldi y tuvo un meteórico ascenso al poder en 2004 cuando apoyó la candidatura de Óscar Berger Perdomo. A cambio del apoyo obtuvo cuatro oficinas: el Instituto Guatemalteco de Turismo, la Dirección General de Migración, la Dirección General de Aduanas y la Portuaria.
Al salir de su primera vez en el Ejecutivo logró llegar a la segunda vuelta electoral en 2007, pero perdió contra Álvaro Colom de la Unidad Nacional de la Esperanza. En esa oportunidad, Pérez Molina dijo al entonces embajador estadounidense James Derham el 18 de septiembre de 2007 que había recibido dinero de las cuatro familias más ricas del país y reconoció que había tenido una relación con uno de los hermanos Mendoza, una estructura de narcotráfico desmantelada por la Comisión Internacional contra la Impunidad en Guatemala y el Ministerio Público a finales de 2014.

### Partido Patriota en la oposición

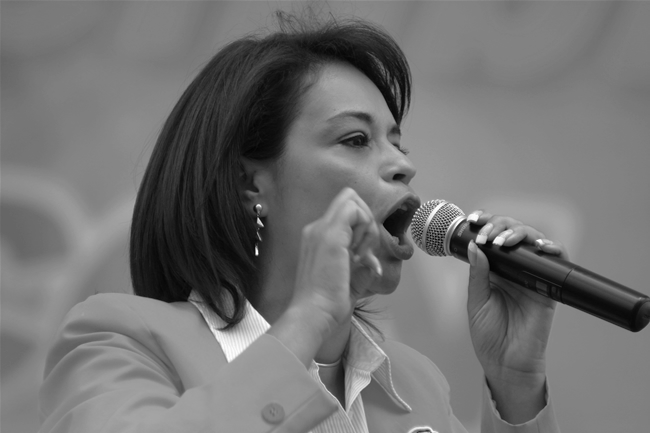
Roxana Baldetti ―quien fuera vicepresidenta de Guatemala del 15 de enero de 2012 al 8 de mayo de 2015―, durante un mitin político en 2007. En 2008, obligó al entonces presidente del Congreso de Guatemala a renunciar porque el secretario de este habría malversado fondos de esa entidad.

El 7 de agosto de 2008 el Partido Patriota, entonces el principal de la oposición, aseguró que el presidente del Congreso de Guatemala, Eduardo Meyer de la oficial Unidad Nacional de la Esperanza era el responsable de la transferencia anómala hacia la casa de bolsa Mercado de Futuros (MDF), de unos 11,14 millones de dólares de los fondos del Congreso. Según la entonces diputada del PP Roxana Baldetti, Meyer «debe responder por ese desvío», ya que, «aunque diga que él no trasladó los recursos, sí contrató a quienes lo hicieron». Los recursos fueron desviados en febrero pasado por el entonces secretario privado de la Presidencia del Parlamento, Byron Sánchez, al parecer sin el consentimiento de la directiva del organismo. El escándalo no estalló hasta el 4 de junio, cuando Meyer lo divulgó debido a las presiones políticas y Sánchez fue destituido.
Después de una oposición populista que bloqueó cualquier iniciativa del Gobierno de Colom, el Partido Patriota ganó la presidencia en 2011. La propaganda publicitaria lo presentó como un partido de militares institucionales, que rescatarían la solidez del Estado. El 3 de noviembre de se mismo año, la codirectora del rotativo ElPeriódico, Sylvia Gereda renunció a ese medio tras indicar que lo hacía porque el candidato vencido en las elecciones, Manuel Baldizón, había adquirido una gran parte de las acciones del periódico. José Rubén Zamora permaneció en el periódico como director. A partir de entonces, ElPeriódico fue uno de los medios más críticos del gobierno del Partido Patriota.

### Gobierno del Partido Patriota

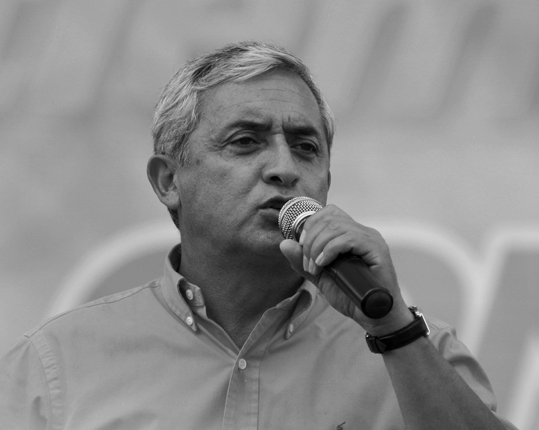
General retirado Otto Pérez Molina, presidente de Guatemala desde el 14 de enero de 2012 hasta el 3 de septiembre de 2015.

Al llegar al poder, el Gobierno de Pérez Molina privatizó la Empresa Portuaria Quetzal en Escuintla el miércoles de la primera Semana Santa que pasaron como gobernantes. Después, Pérez Molina colocó a Claudia Méndez Asencio como intendente de Aduanas en la SAT. Conforme avanzaba su Gobierno, Pérez Molina intervino de facto la Superintendencia de Administración Tributaria de Guatemala (SAT) y colocó a militares en las aduanas, aduciendo que era para aumentar la recaudación y frenar el contrabando. Posteriormente, el Gobierno de Pérez Molina quiso privatizar la recaudación en las aduanas contratando a una empresa argentina, pero la oposición ciudadana los frenó.
Cuando el PP tomó las riendas del Gobierno, en 2012, la presencia de Baldetti Elías reafirmó el papel de poder del general retirado Luis Francisco Ortega Menaldo, en Guatemala, dada la cercanía entre ambos y que se consolidó durante el Gobierno de Jorge Serrano Elías.  Menaldo era considerado el heredero del general y expresidente Carlos Manuel Arana Osorio, quien era su suegro y lo catapultó en las esferas de la inteligencia militar en los años setenta. Ortega Menaldo, con el rango de capitán, se formó en el Centro Regional de Telecomunicaciones, más conocido como La Regional, durante el Gobierno de Arana (1970-1974). En 1980 tomó el mando del recién creado Departamento de Seguridad e Investigaciones Especiales del Ministerio de Finanzas, que sentó las bases de las redes de contrabando. Con el Gobierno de Cerezo (1986-1990), el entonces ministro de la Defensa, Héctor Gramajo, lo nombró jefe de la Dirección de Inteligencia Militar en 1987, mientras que el general Manuel Callejas ―considerado el jefe de La Cofradía― asumió como jefe de Estado Mayor de la Defensa. En ellos, Gramajo se apoyó para contrarrestar la influencia la línea dura del Ejército (Oficiales de La Montaña) aliada al partido de extrema derecha MLN y contener los intentos de golpe de Estado gestados en ese período de Gobierno. Con el apoyo de la CIA, Ortega Menaldo fundó la Escuela de Inteligencia Militar en 1987, estuvo en la nómina de la CIA (por lo que recibió un sueldo) y trabajó estrechamente con la DEA. Considerado como el heredero del liderazgo en la corriente militar conocida como la «Cofradía», Ortega Menaldo operaría tras bambalinas los hilos de la política nacional, algo que no ha sido demostrado todavía pero que se rumorea persistentemente en el país. Así pues, las dos figuras emblemáticas en el Gobierno de entonces ―Pérez Molina y Baldetti Elías― resultarían de la alianza entre las dos principales corrientes militares surgidas durante la Guerra Civil de Guatemala: el «Sindicato» y la «Cofradía». Pero la aparición de Luis Mendizábal ―propietario de la boutique Emilio― según la investigación de la Comisión Internacional contra la Impunidad en Guatemala, confirmó cómo la tercera corriente del ejército también se posicionó dentro del Gobierno: la del general retirado Marco Tulio Espinosa Contreras, un general de la Fuerza Aérea, quien se posicionó durante el Gobierno de Álvaro Arzú para desplazar a las otras dos durante el período que duró esa administración. Por su parte, el comerciante y miembro de la comunidad de inteligencia Luis Mendizábal es una figura que aparece en momentos coyunturales de la historia de Guatemala desde el Gobierno de Fernando Romeo Lucas García.
El Gobierno del Partido Patriota pasó por una constante crisis de recaudación fiscal desde 2012, caracterizada por el incumplimiento de las metas de recaudación acordadas entre la SAT y el Gobierno. La recaudación en las aduanas bajó en 2013 de 15 800 millones a 15 300 millones de quetzales, y se desaceleró en 2014; lo mismo sucedió con el Impuesto al Valor Agregado (IVA) sobre las importaciones. Las brechas fiscales en estos años ascendían a unos 7000 millones de quetzales, que fueron suplidos mediante la emisión de bonos del tesoro y la contratación de préstamos, incrementando la deuda pública. La crisis financiera llevó al Gobierno a contemplar la creación de nuevos impuestos a la telefonía, cemento y actividades mineras para financiar el presupuesto 2015, de los cuales el primero fue suspendido provisionalmente por la Corte de Constitucionalidad.
En septiembre de 2014 el capitán retirado Byron Lima Oliva, quien estaba en prisión desde hacía quince años en la cárcel de Pavoncito, condenado por el asesinato del obispo Juan José Gerardi, fue capturado cuando la Comisión Internacional contra la Impunidad en Guatemala descubrió que controlaba dicha prisión y que tenía prácticamente el control del sistema penitenciario de Guatemala. Las investigaciones demostraron que Lima Oliva entraba y salía a su antojo en vehículos blindados y con escolta; cuando fue capturado y llevado a la torre de tribunales para declarar junto con el director de presidios ―Edgar Josué Camargo― y otros capturados dijo una y otra vez que era amigo del presidente Otto Pérez Molina. El Ministerio Público informó que Lima Oliva habría creado un imperio de varios millones de dólares por dedicarse al control de la prisión y cobrar hasta 12 000 dólares por la venta de traslados de prisión.
No era la primera vez que lo capturaban por estar involucrado en actos ilícitos: en febrero de 2013 fue capturado afuera de la cárcel cuando iba en un vehículo blindado y con escolta.
En abril de 2015, en el Gobierno guatemalteco se discutía solicitar a la Organización de las Naciones Unidas una prórroga de dos años al mandato de la CICIG.

## Investigación
De acuerdo al entonces presidente Otto Pérez Molina, él pidió no incluir a Baldetti en la investigación, ya que ambos solicitaron a la Comisión Internacional contra la Impunidad en Guatemala investigar este caso, y además explicó que ellos ya conocían sobre los avances del trabajo de la Comisión.
Como una bien estructurada red de cuello blanco, integrada por personas con conocimientos y muy preparadas, fue calificada la red dedicada a la evasión tributaria y aduanera denominada «La Línea», en la que según las investigaciones de la Comisión Internacional contra la Impunidad en Guatemala, está involucrado el jefe de la Superintendencia de Administración Tributaria, Omar Franco, quien junto a otras diecinueve personas fue capturado el 16 de abril de 2015.

### Involucrados
Un total de 23 operativos, en los que se realizaron 24 allanamientos, y para los cuales participaron 250 agentes de la Policía Nacional Civil, fiscales del Ministerio Público y de la Comisión Internacional contra la Impunidad, dio como resultado la captura de 20 personas, entre ellas autoridades y trabajadores de la SAT, algunos empresarios y tramitadores.
Desde tempranas horas del día fueron montados los operativos en distintas zonas de la Ciudad de Guatemala y del país, con la finalidad de ejecutar las respectivas órdenes de captura contra los involucrados.
Las personas capturadas fueron:
- Personal de la SAT:
  - Carlos Enrique Muñoz Roldán, exsuperintendente de la SAT.
  - Álvaro Omar Franco Chacón, exsuperintendente de la SAT;
  - Sebastián Herrera Carrera, jefe de Recursos Humanos;
  - Anthony Segura Franco, secretario general del sindicato de la SAT;
  - Karla Mireya Herrera España, administradora de la Aduana Central;
  - Gustavo Morales Pinzón, jefe de división región sur;
  - José Rolando Gil Monterroso;
  - Melvin Gudiel Alvarado, administrador; y

- Red externa (todos sindicados por los delitos de asociación ilícita para el contrabando aduanero y caso especial de contrabando aduanero):[31]
  - Adolfo Sebastián Batz;
  - Carlos Ixtuc Cuc;
  - Geovanni Marroquín Navas;
  - Julio César Aldana Sosa;
  - Mónica Patricia Jáuregui;
  - Salvador Estuardo González;
  - Osama Ezzat Aziz Aranki;
  - Byron Antonio Izquierdo;
  - Francisco Javier Ortiz Arriaga;
  - Julio Estuardo González de León;
  - Herbert Francisco Cabrera;
  - Miguel Ángel Lemus Aldana.

Según Iván Velásquez, jefe de la CICIG, esta red criminal era investigada desde el mes de mayo de 2014, cuando tuvieron indicios acerca de los nexos que un grupo de importadores tenía con una red de tramitadores aduaneros, quienes facilitaban los medios para que pagaran menos impuestos. Según Velásquez esta facilidad se les otorgaba mediante un contacto telefónico, conocido como «La Línea», el cual era proporcionado a los importadores. «La Línea» operaba principalmente en las aduanas de ingreso, ubicadas en Puerto Quetzal y Puerto Santo Tomás de Castilla.
La CICIG explicó que las investigaciones permitieron determinar que la red estaba integrada por funcionarios públicos en complicidad con los tramitadores, logrando diseñar una tabla paralela conteniendo los parámetros estipulados para el pago de los impuestos. Fue así, que a partir del análisis de la información se determinó que los tramitadores y vistas aduaneros, se comunicaban y respondían de manera jerárquica con otro grupo de individuos que no formaban parte de la SAT, pero accionaba generando influencia en las estructuras internas de la Superintendencia para que los vistas y tramitadores efectuaran los ajustes irregulares y realizaran el cobro de la cola o soborno.
Asimismo, se estableció que los mandos medios de la estructura obedecían a otro grupo de individuos, encargados de tomar las decisiones específicas, tales como dar autorizaciones y facilitar la influencia jerárquica para que la estructura externa media tuviese el control «real» de la SAT en relación con la recaudación aduanera, así como para autorizar el ingreso de nuevos miembros a la estructura paralela, y colocar a funcionarios superiores en la SAT. Entre las personas externas a la SAT están: Juan Carlos Monzón Rojas y Salvador Estuardo González Álvarez, representante de un consorcio de medios de comunicación de Guatemala. Así también, se estableció que las reuniones donde coordinaban los ilícitos eran realizadas en la boutique Emilio, ubicada en la zona 10 de la Ciudad de Guatemala, propiedad de Luis Mendizábal.
La CICIG detalló que la investigación tuvo una duración de ocho meses de seguimiento y vigilancia a los integrantes de la estructura, se interceptaron más de 66 000 llamadas telefónicas y más de 6000 comunicaciones electrónicas. Asimismo, invirtieron más de cuatro meses en el análisis e interpretación de la información recolectada, y expertos financieros colaboraron en el cotejo y análisis de varios documentos.
Aunque no se precisó una suma exacta del monto defraudado al fisco, el fiscal de la CICIG afirmó que la estructura cobraba entre 20 000 y 100 000 quetzales por contenedor que se comunicaba a «La Línea».
Finalmente manifestó que tras escuchas telefónicas lograron comprobar que del 40 % de los impuestos recaudados por la SAT, el 30 % provenía de sobornos a empresas, para no pagar impuestos. Dicha estructura recibió más de 2 millones de quetzales semanales producto de los diferentes cobros ilegales.
Más de mil empresarios habrían hecho uso de «La Línea» para evadir impuestos, lo que también se investiga.
El 20 de abril de 2015, la fiscalía expuso ante la jueza Octavo del Ramo Penal, Marta Sierra de Stalling, que en menos de un año ―entre mayo de 2014 y abril de 2015― los miembros de la banda de defraudación aduanera «La Línea» se habrían agenciado cuantiosas sumas de dinero, al extremo que los de «alto rango» recibieron aproximadamente 40 millones de quetzales, los de «mediano rango» entre 15 y 20 millones, y los «de menor rango» no menos de 330 000. En quince días, los «mandos altos» habrían recibido dos millones y el aporte semanal más pequeño habría ascendido como a 7500.
Entre los mandos altos ―según el Ministerio Público― estarían Juan Carlos Monzón Rojas, exsecretario privado de Roxana Baldetti, los exsuperintendentes Álvaro Omar Franco y Carlos Enrique Muñoz; Sebastián Herrera Carrera, exdirector de Recursos Humanos de la SAT, Francisco Javier Ortiz, Osama Ezzat Aziz Aranki, Julio Estuardo González de León y Miguel Ángel Lemus Aldana.
De acuerdo con lo conocido en la exposiciones, el Ministerio Público ―con apoyo de la Comisión Internacional Contra la Impunidad en Guatemala― sindicó a Muñoz de haber recibido el 5 % de lo obtenido por la banda delictiva durante su gestión al frente de la SAT. Esta tarde la defensa argumentó por sus patrocinados, mientras ―se informó― la jueza podría declarar en rebeldía a Juan Carlos Monzón Rojas.
A ellos se suman Melvin Gudiel Alvarado, Julio César Aldana Sosa, Carlos Ixtuc Cuc, Hilda Maldonado García y Adolfo Sebastián Batz. De la totalidad de encartados, únicamente cuatro estuvieron dispuestos a prestar declaración judicial, ya que los restantes ―incluidos los exsuperintendentes― se negaron.
El funcionamiento y la estructura de la red de contrabando aparecen explicados en este enlace externo.

### Lo que encontró la investigación de la CICIG

#### Cambios en la estructura durante el último año
De acuerdo a un informe de la CICIG (Comisión Internacional contra la Impunidad en Guatemala) presentado por Plaza Pública, una de las primeras pistas para los investigadores fue el recelo que despertó un importador cuyo flujo de ingresos de mercadería resultaba sospechoso; se trataba del ciudadano chino Miao Miao ―alias Erick― quien el 8 de mayo de 2014 preguntó por teléfono por los precios para el ingreso de mercancías a una persona externa a la Superintendencia de Administración Tributaria de Guatemala (SAT). En ese momento los investigadores todavía no lo sabían, pero el contacto de Miao Miao era Julio César Aldana Sosa, encargado externo de la estructura de contrabando en Puerto Quetzal y responsable de la coordinación de los cobros, según la fiscalía.
Después de la conversación con Miao Miao, los investigadores intervenieron su línea telefónica; en una llamada a su banco, Aldana entregó toda su información. Sin pertenecer a la SAT, Aldana era el enlace de los importadores con la aduana de Puerto Quetzal: organizaba las transacciones en el lugar, o delegaba la responsabilidad en un subalterno; incluso, al menos en el papel, aparecía como un importador y tenía registradas a su nombre las empresas Aceites y Repuestos Jerusalén, e Importadora y Exportadora Gecko.
La fiscalía decidió rastrear los correos electrónicos; Aldana enviaba sus datos de contacto por teléfono a nuevos clientes. Al primero de estos correos se accedió cuando la esposa de Aldana, Mónica Patricia Jáuregui Zamora, también procesada por el caso, le dio la clave del correo a otro colaborador por teléfono. En estas comunicaciones los clientes le enviaban los documentos con valores alterados para reducir el precio del pago correspondiente al ingresar sus productos; los documentos incluían declaraciones de mercancías, conocimientos de embarque, manifiestos de carga, declaraciones de valor de las mismas y facturas comerciales. Todos estos documentos permitían una rebaja en el pago de impuestos, todos estaban alterados y los importadores lo sabían. El listado de precios que intermediarios externos como Aldana enviaba a sus clientes, estaba basado en el Código Arancelario Centroamericano.
Al investigar a los vistas, la CICIG y el MP determinaron que estos se encargaban del primer contacto con la red externa y los comerciantes del entramado de aduanas y la SAT. La red que finalizaba con los vistas, incluía, según la investigación, al menos veintiocho funcionarios de la SAT: entre ellos, el secretario general del sindicato de esa institución, el gerente de Recursos Humanos, el jefe de la División Sur, cinco administradores de aduanas, cuatro coordinadores de aduanas, y catorce técnicos aduaneros, y llegaba hasta los dos superintendentes detenidos, Carlos Muñoz Roldán y Omar Franco. Toda la red estaba distribuida entre las oficinas centrales de la SAT y las aduanas Puerto Quetzal, Central y Santo Tomás de Castilla. En total, incluyendo a los integrantes de la estructura externa de La Línea, participaron hasta sesenta y cuatro personas en la operación.
Poco a poco, las escuchas telefónicas y los seguimientos policiales de reuniones de integrantes de la red en restaurantes de comida rápida para el intercambio de bolsas donde se presume había dinero, fueron mostrando el grado de permeabilidad de la SAT: los técnicos de aduanas respondían a los coordinadores, y estos al administrador de Aduanas, que están bajo la responsabilidad del Jefe de División Región Sur. Las órdenes no provenían solo de los trabajadores de la SAT, sino, sobre todo, de fuera; por ejemplo, una llamada entre el gerente de Recursos Humanos de la SAT, Sebastián Herrera Carrera, y Mynor Humberto Pineda Castellón, el financiero de la estructura, reveló cómo el gerente de Recursos Humanos movía a su personal a pedido de alguien externo a la SAT. Anthony Segura Franco, secretario general del Sindicato de SAT, se ocupaba, según la acusación, de cobrar para asegurar que no hubiera ningún pronunciamiento sindical por cualquier cambio.
Pero, según la fiscalía, no todo era paz y concordia entre los integrantes de la red; algunos técnicos aduaneros continuaban con sus negocios particulares, cobrando por su cuenta a ciertos importadores.
Los fiscales siguieron la pista a Aldana, y en una reunión en un restaurante de la zona 16 lograron determinar que se reunía con otros miembros de la red: Byron Izquierdo, Byron Leonel Linares, técnico de aduanas de Puerto Quetzal, el coordinador de esa misma aduana, Manuel Alejandro Recinos Morales y el jefe externo de la red: Osama Ezzat Aziz Aranki, un empresario de origen palestino, de 47 años, propietario de las empresas individuales Almacén Río Jordán, Distribuidora Río Jordán, y Karina. Osama ―alias Óscar, Olga, o el Árabe― poseía también la importadora Universal Baby’s y un importante nexo con otros clientes de la red.
El 4 de junio de 2014, mientras Osama celebraba su cumpleaños en una reunión con varios integrantes de la red, recibió la visita de alguien denominado en las escuchas como «Eco», quien llegó en un picop de matrícula registrada a nombre de Corporación de Noticias, S.A., la casa editora de los diarios Siglo 21 y Al Día, a quien pronto identificaron como Salvador Estuardo González Álvarez, representante legal y presidente de la corporación. «Eco» llevaría a la fiscalía ante un jefe superior, un personaje nombrado en las escuchas como «JC» o «el Moreno».
El 11 de agosto de 2014, un seguimiento policial reveló la identidad del «JC», «J2» o «el Moreno» al que se referían las llamadas de días antes; JC era quien controlaba «La Línea», y quien controlaba La Línea tenía el control de la SAT. En el seguimiento policial de ese día Eco tenía una reunión con «JC» en el vestíbulo de un hotel de la zona 7 de la ciudad. JC resultó ser Juan Carlos Monzón Rojas, el entonces Secretario Privado de Roxana Baldetti.
En aquella reunión se decidió sustituir a Osama por Byron Izquierdo como la nueva cabeza del grupo externo de la red; aunque Izquierdo no duraría mucho al frente ya que el 1 de octubre de 2014 el financiero Pineda le anunció al operativo Aldana la llegada de Javier Ortiz Arreaga ―el «teniente Jerez»― a la estructura.
La salida de Osama en agosto y el nombramiento del «Teniente Jerez» como nuevo dirigente apenas mes y medio después, hacia finales de septiembre, no obedecieron solo a los descontentos internos sino a las instrucciones de un personaje referido como «El Presidente» para instaurar un mejor control en la red de contrabando. Entre julio y agosto aparecieron más menciones veladas a cuidar las comunicaciones telefónicas, a cambiar cada tanto el chip de los teléfonos, a tener cuidado porque «las cinco letras» (las cinco letras: C, I, C I G) estaban investigado.
Para entonces, Ortiz también estaba siendo grabado y había incorporado a la estructura a dos encargados de finanzas: Miguel Ángel Lemus y Roberto Antonio Ramírez.
Pero pese a ello, Estuardo González no había sido reemplazado ya que su posición, vinculada directamente con Juan Carlos Monzón, seguía siendo privilegiada.
En esta etapa, que la investigación de CICIG (Comisión Internacional contra la Impunidad en Guatemala) denomina «de transición», en octubre de 2014 aparece por primera vez la Boutique «Emilio», propiedad de Luis Mendizábal, como el centro de operaciones de la red criminal. La sastrería, también conocida como «la Oficinita», era un lugar con cierta fama en los círculos políticos y de inteligencia no solamente porque hace unas décadas se había erigido en el único lugar en el que comprar ropa para caballeros, y al que acudían políticos de cierto renombre, sino porque allí operaba su dueño, experto en asesorías en materia de inteligencia. Un lugar donde además en 2008 se gestó el célebre video del abogado Rodrigo Rosenberg contra el Gobierno de Álvaro Colom.
Para el caso «La Línea», la boutique Emilio es clave por constituirse en su principal centro logístico a partir de octubre. Entre las primeras cosas que se tramaron allí estuvo la destitución de Carlos Muñoz Roldán como Superintendente de la SAT; según coligieron los investigadores, con esa operación lograban un control incluso más directo de la SAT al colocar a Omar Franco al frente de la institución.
Carlos Muñoz Roldán ―alias «el Inútil»―, era el máximo encargado de «no ver, no oír y no hablar» de lo que ocurría en las aduanas; fue elegido por el presidente Otto Pérez Molina, el 23 de abril de 2013, de entre una terna propuesta por el directorio de la SAT. Las escuchas sugieren que ese silencio tenía como precio el 5 % de todo lo recaudado por el pago irregular realizado a la estructura de La Línea. El entonces Intendente de Recaudación y Gestión, Álvaro Omar Franco Chacón, se quejaba con el financiero externo Mynor Pineda de recibir solo «135 000 pesitos» por su colaboración.
La gestión de Muñoz fue muy criticada: hubo acusaciones de nepotismo y de incumplir las metas de recaudación fiscal de 2013 y 2014, pero sobre todo, fue señalado por su intento de subcontratar a la empresa argentina Kolektor, que pretendía terciarizar los servicios de recaudación. Con un plan para acumular señalamientos en contra de Muñoz que permitieran al presidente Otto Pérez Molina justificar la destitución del Superintendente, varios oponentes de Muñoz se confabularon, entre ellos Anthony Segura, secretario general del sindicato SAT y quien manejó el plan; el 21 de noviembre apareció en Siglo21, diario de Corporación de Noticias ―presidido por Salvador González― un campo pagado del sindicato de SAT con los señalamientos.
Juan Carlos Monzón Rojas, llamó a Muñoz el 10 de noviembre de 2014 para asegurarle que seguiría al mando de la SAT, mientras en paralelo fraguaba su salida delegando esa responsabilidad a otros integrantes de la red.
Geovani Marroquín, el enlace entre la red externa y los funcionarios de la SAT, ya buscaba vincular de manera más directa al Intendente de Recaudación, Álvaro Omar Franco Chacón. Poco más de un mes después, el 27 de enero de 2015, Otto Pérez oficializaría el nombramiento de Franco. El vínculo entre Franco y «La Línea» era directo y se concretó un día después de su designación al frente de la SAT. La trama para la salida de Muñoz consolidó la nueva dirigencia de la estructura con Javier Ortiz, el «Teniente Jerez», y Miguel Ángel Lemus Aldana ―alias Mike―, al frente de la estructura controladora de aduanas, con Geovani Marroquín como enlace con la dirigencia superior ―Estuardo González, alias «Eco», y Juan Carlos Monzón Rojas como líder general de La Línea―, así como con las autoridades de la SAT plegadas empezando por el Superintendente, Omar Franco. Pero también fue el inicio del fin para la estructura: menos de tres meses después de que asumiera Franco como Superintendente se realizaron los primeros arrestos de personas vinculadas a la misma.
Con la llegada de Ortiz, la empresa Corp y Company Gold, S.A. (Corpogold) habría sido utilizada para mover los sobornos de la estructura de defraudación aduanera; esa compañía estaba representada por un antiguo piloto de Francisco Javier Ortiz Arriaga ―alias el «Teniente Jerez»―, Delfino de Jesús Moratalla Coloma. Corpogold fue constituida en junio de 2010 y los contratos millonarios llegaron en 2012, cuando inició la administración del presidente Otto Pérez Molina; las obras fueron adjudicadas por la Municipalidad de La Gomera, Escuintla, dirigida por Francisco Javier Vásquez Montepeque, esposo de la diputada Floridalma Leiva ―ambos del Partido Patriota―.
El MP y la CICIG sostienen que La Línea utilizó las cuentas bancarias de Corpogold para que los importadores depositaran allí los cobros ilegales, denominados «cola». Los montos eran retirados un día después de que ingresaban, y luego eran repartidos entre los miembros de la organización, de acuerdo con las pesquisas.
Moratalla Coloma ―prófugo desde el 16 de abril― era miembro activo de la Iglesia de Jesucristo de los Santos de los Últimos Días en donde le había dado trabajo a muchos miembros de la iglesia. De acuerdo con Adrián Yela Gómez, involucrado en el proceso y beneficiado con arresto domiciliario por problemas de salud y que trabajó en Goldcorp, Moratalla Coloma abrió diferentes cuentas bancarias, dos a nombre de su esposa Patricia y otras a nombre de él, las que ―de acuerdo al MP y la CICIG― habrían sido utilizadas por «La Línea».

#### Cómo utilizaban la estructura algunos importadores
A «La Línea» acudían importadores de una gran variedad de productos: ropa, zapatos, accesorios, vajillas, repuestos de vehículos, entre otros; los empresarios usuarios de esta red, consignados en el informe judicial, son importadores de productos al mayoreo que luego vendían a comerciantes informales. Los clientes de «La Línea» iban en busca de un servicio que les permitía pagar a la SAT solamente un 40 % del impuesto que les correspondía, entregando un 30 % como soborno a la estructura criminal y ahorrándose al defraudar al fisco el restante 30 %; con esta medida, el Estado perdía el 60 % de la recaudación en los furgones ingresados.
Lo que documenta la investigación de la CICIG (Comisión Internacional contra la Impunidad en Guatemala) y el MP, es que entre mayo de 2014 y febrero de 2015, al menos quinientos contenedores utilizaron el servicio de defraudación.
En los informes del Ministerio Público y la Comisión Internacional Contra la Impunidad en Guatemala no se incluye un listado que compile a todos los involucrados porque la Comisión no pretende publicar «listas negras» sino presentar casos o «eventos», perseguibles penalmente.
La defraudación aduanera para muchos de los usuarios de «La Línea» no empezaba al llamar al número telefónico que les garantizaba pagar menos impuestos, sino que desde el momento en que realizaban la compra del producto importado. En estas facturas ―la mayoría provenientes de Panamá, China e India― las mercancías ya estaban registradas con un valor menor, o incluso eran diferentes a lo que en verdad llegaba al puerto.
Los seguimientos policiales mostraron que el contacto de los clientes era con mandos medios como Julio Aldana, encargado externo de la aduana Puerto Quetzal. La relación de los importadores con la SAT se limitaba al eslabón más bajo, los técnicos aduaneros, y siempre con una mediación de la red externa. Unos pocos tenían contacto con jefes externos de la red, como Osama Aranki, quien dejó de operar el 12 de agosto, y de manera posterior con los nuevos liderazgos, como Javier Ortiz, con quien había menos nexos directos con clientes registrados. La pieza fundamental para seguir la pista de las mercancías fue la Declaración Única Aduanera (DUA), la cual se elabora ―según manual de la SAT― con documentos proporcionados por el importador, a lo que se sumaron como evidencia de la actividad criminal los registros de las escuchas telefónicas, fotografías, facturas, y reportes de navieras.
Un exfuncionario de alto rango de la SAT habría indicado que las prácticas más recurrentes de defraudación por parte de los importadores son de origen, es decir, desde la empresa que exporta en conjunto con la compañía extranjera a quien compra el producto: reportan productos de una calidad diferente a la real ―lo cual implica un menor cobro―, registran una cantidad diferente a la que se transporta, un peso menor al verdadero, o consignan un tipo de producto libre de impuestos, en ocasiones una mezcla de todos estos procedimientos anómalos.
La porción de la red externa a la SAT que facilitaba la evasión de impuestos eran los agentes aduaneros, quienes trasladaban los documentos de los empresarios y a su vez, giraban órdenes a los técnicos aduaneros ―conocidos como «vistas»― para que no reportaran alteraciones, o incluso para hacer rectificaciones de los pagos por valores menores a los que les correspondía cancelar; todo con la colaboración de las más altas autoridades de la SAT.
Los casos presentados en la acusación describen un eficaz sistema de defraudación en donde la clave para seguir la pista es la Declaración Única Aduanera (DUA), el manifiesto del importador con la descripción del contenido de los furgones que presenta en las aduanas, un reporte que determina cuánto pagarán de impuestos. El número único de cada declaración es el hilo que utilizaron los investigadores y analistas para vincular a importadores, agentes aduaneros, responsables externos de la red y a los técnicos aduaneros, responsables de contrastar lo que se consigna en los documentos con lo que en verdad contienen los furgones. Estos números se repitieron en correos electrónicos y llamadas telefónicas interceptadas.
De acuerdo a las investigaciones de la CICIG, estos eran algunos servicios que proporcionaba «La Línea»:
- Tarifas propias: un correo electrónico a una naviera para confirmar el arribo del contenedor CAIU9212820 y un listado de precios para producto, obtenido de intercepciones telefónicas, mostró que la ropa interior para dama pagaba «100/30» ―o sea 100 000 quetzales para la SAT, y 30 000 para «La Línea»―.[36] Al consultar en el portal de la SAT, el registro de las DUA 302-4516092 y 302-4516264 que correspondían a ese contenedor, los reportes generados mostraron que la primera ingresó el 26 de mayo de 2014, y la segunda fue la rectificación del cobro, el 28 de mayo del mismo año. El valor registrado es cercano al del listado presentado: 98 940 quetzales. En la factura de importación se registró la compra por 98 940 a 0.05 dólares la unidad, con una dirección registrada en la Avenida Bolívar 39-70, zona 3, de la Ciudad de Guatemala. Como agente aduanero, apareció Francis Adrián López Ramos. El servicio del agente aduanero y sus auxiliares eran la contraparte «legal» de un procedimiento ilegal; el agente aduanero gestionaba el ingreso de documentación para defraudar el pago de los impuestos correspondientes ―información que provenía del cliente―, pero de manera previa se había pactado con el integrante de «La Línea» que se aceptaran como auténticos estos valores. Este servicio, como se consigna en otras escuchas telefónicas del caso, lo ofrecía Julio César Aldana Sosa, el encargado externo para la red criminal, de la aduana de Puerto Quetzal.[36]
- Falsificación de facturas: si los registros físicos no coincidían con los productos en los contenedores, siempre era posible para la estructura arreglar los documentos, «ajustar» como le llama la red, para que el contenido de los furgones y los reportes no tuvieran tantas divergencias. «Ajustar», también incluía alterar precios, siempre hacia abajo del valor real de los productos.[36]
- Declaración incorrecta de artículos: los clientes de «La Línea» también pedían a empleados de la SAT que alteraran documentos o presentaban otros a sabiendas de que eran falsos.
- Un ajuste de líneas: la defraudación aduanera realizada por la estructura también incluyó en ocasiones una revisión anómala del contenido de la mercadería. Si el técnico aduanero definía que se tenía que realizar una revisión de todo el contenedor, al pasar este por el selectivo rojo, una llamada de jefes de la red aceleraba el proceso o lo limitaba la revisión a unas cuantas «líneas» de la declaración de mercadería. Las «líneas» son cada uno de los ítems declarados.[36]
- Ajuste de precios por tipo de producto: La estructura también ajustaba los precios para los clientes y según el tipo de producto.[36]

### Las cuentas de Corpogold
Corpogold estaba a nombre de Moratalla, cuyo papel dentro de la red era prestar su nombre para constituir la empresa y figurar como su representante legal, de la misma forma que luego solicitó la autorización o eliminación de firmas registradas para manejar las cuentas a nombre de Corpogold. «La Línea» tenía encargados externos de cada una de las principales aduanas del país (Puerto Quetzal, Central y Santo Tomás de Castilla) con los cuales los «usuarios» entraban en contacto. Tras pactar la defraudación, el responsable de la aduana autorizaba el paso del contenedor y giraba la orden al técnico aduanero, un funcionario de la SAT, quien permitía el ingreso de este evadiendo el pago de impuestos. Esta persona recibía cuentas de pagos de la operación de «La Línea», que le eran entregados por Roberto Antonio Ramírez de Paz, encargado externo de aduanas.
Los analistas de la CICIG (Comisión Internacional contra la Impunidad en Guatemala) concluyeron que existían patrones comunes en las cuentas de la red: las transacciones de débito y crédito fueron realizadas en cifras de miles con valores constantes indicando el establecimiento de tarifas fijas. El dinero no permanecía mucho tiempo en la cuenta; máximo dos días. Todo el dinero depositado fue retirado.  Las operaciones se realizaron con cheques de cuentas monetarias de la empresa y la CICIG sospecha que buena parte del dinero desembocaba en la Boutique Emilio, propiedad de Luis Alberto Mendizábal Barrutia. En este local se requisaron 1.6 millones de quetzales en efectivo el 16 de abril de 2015 durante un allanamiento.
El vínculo comercial entre Juan Carlos Monzón Rojas y Salvador Estuardo González Álvarez, jefe externo de «La Línea» habría sido por medio de María del Carmen Valencia Espinoza, que figura como gerente general de Inversiones y Proyectos Profesionales Marbella, empresa que adquirió Corporación de Noticias, Sociedad Anónima, compañía madre de los diarios Siglo21 y Al Día, a finales de 2012
Valencia además fue gerente general y representante legal de Canchas Deportivas de Guatemala ―que recibió contratos del Gobierno por más de tres millones durante la presidencia de Otto Pérez Molina―. También fue gerente de protocolo, banquetes y etiqueta de «El Rancho de Don Juan»; Monzón Rojas es copropietario de ambas empresas.
Aparte de estas empresas, existe otra red más intricada con Delfino de Jesús Moratalla Coloma como probable testaferro de «La Línea»; esta red incluye al menos nueve compañías registradas a su nombre: entre ellas Corp & Company Gold, S.A. Este entramado de nueve empresas en total recibieron contratos del Estado por 13.08 millones de quetzales ―incluyendo los 12.49 millones de quetzales solo de Corpogold―.
Seis de las empresas, incluida Corpogold, fueron inscritas por la misma abogada y notaria, Bery Andina Pérez y Pérez, quien las presentó ante el Registro Mercantil con minutos de diferencia la mañana del 28 de junio de 2010. Además las direcciones registradas de las compañías y sus representantes legales se cruzan entre sí. Corpogold comparte la misma dirección de Combustibles del futuro en suchitepéquez. Otra particularidad de estas nueve empresas es que fueron registradas con el monto mínimo para su apertura, 5000 quetzales, aunque una de ellas, Corpogold, estaba autorizada para tener un capital de hasta 1.5 millones de quetzales; tampoco se tiene entre ellas constancia de un aumento en su capital desde su creación en 2010.
Según consigna el informe financiero de CICIG, el 25 de julio de 2014 el representante legal de Corpogold, Moratalla Coloma, pidió al banco sustituir la firma de Yessee Naomy Segura López, para manejo de las cuentas. En Corpogold, Moratalla Coloma figuraba como uno de los socios fundadores, a diferencia de las anteriores sociedades esta fue inscrita con un capital pagado de 300 000, y con el techo autorizado para tener un capital de hasta 500 000 quetzales.
Otra firma registrada para el manejo de las cuentas de Corpogold fue la de Adrián Israel Yela Gómez, de 21 años de edad, quien fue capturado por la policía por este caso, el 20 de mayo de 2015, en San José Villa Nueva (Villa Nueva).

### Supuestos líderes la red: Otto Pérez Molina y Roxana Baldetti
Inicialmente, el acusado de ser el líder de la banda fue Juan Carlos Monzón Rojas, quien estaría vinculado a una empresa panameña registrada bajo el nombre de Edengrove International, que habría sido creada en abril de 2011, de acuerdo con los datos del Registro Público de Panamá. En mayo de dicho año se inscribió en el Registro Mercantil de Guatemala. El director de la empresa es Víctor Hugo Hernández, quien es socio fundador de Inversiones y Proyectos Marbella, S.A. y de Arrendamientos, Servicios y Proyectos, S.A., empresas que en mayo de 2013 compraron el 58 % de las acciones de Corporación de Noticias, S. A., que controla los diarios Siglo 21 y Al Día, por veinte millones de quetzales. Estuardo González, presidente de Corporación de Noticias, es también acusado de participar en «La Línea».  A finales de septiembre, el propio González declararía ante el tribunal de mayor riesgo que todas esas compañías eran de cartón y que él había ayudado a la exvicepresidente Baldetti a formarlas para lograr el control de Corporación de Noticias.  Por otra parte, en diciembre de 2014, el rotativo guatemalteco ElPeriódico publicó que Monzón habría adquirido una residencia en una colonia exclusiva de Guatemala por un monto de US$850,000.
El 22 de abril de 2015 se supo que la empresa de Monzón Rojas, Canchas Deportivas S. A., había recibido hasta trece contratos de parte del Gobierno por un monto de varios millones de quetzales; ahora bien, se explicó que la empresa ya estaba en operación desde 2007 y que desde entonces había recibido contratos, principalmente de la Confederación Deportiva Autónoma de Guatemala y sus afiliadas, y también se informó que Monzón Rojas no representaba a la empresa desde que asumió el cargo de secretario privado de la Vicepresidencia.  Al ser imputado Carlos Muñoz, exjefe de la SAT, los fiscales del MP presentaron una intercepción telefónica que lo involucra junto a Juan Carlos Monzón, en la que se habla sobre algunos cambios en la institución.
Aunque fuentes oficiales señalaban que Baldetti no volvió hasta el sábado 18 de abril de 2015 a Guatemala, el martes 21 de abril en conferencia de prensa se presentaron documentos que demuestran que Baldetti arribó al país el viernes 17 de abril.  La ex vicemandataria arribó en un vuelo privado, según los registros migratorios, presentados por el propio vocero presidencial Jorge Ortega, el mismo que el pasado sábado en declaraciones públicas dijo que la funcionaria todavía no regresaba de su viaje y no había una fecha programada.
Estas declaraciones evidenciaron que desde el Ejecutivo se trataba de ocultar la fecha y hora de la llegada de Baldetti, de un viaje donde la acompañó Juan Carlos Monzón.
El 30 de abril de 2015, la fiscalía guatemalteca anunció que ofrecía una recompensa de 100 000 quetzales a cambio de información sobre el paradero de Monzón. El 21 de agosto, la CICIG y el MP ofrecieron una conferencia de prensa pocas horas después de haber dictado auto de prisión en contra de la exvicepresidente Roxana Baldetti y solicitado antejuicio en contra del presidente Pérez Molina; en dicha conferencia indicaron que las pruebas obtenidas luego de los decomisos e incautaciones efectuados en abril indicaban con una alta probabilidad que el presidente de la República y la exvicepresidente eran los máximos dirigentes de la red de defraudación.  En la audiencia del viernes 17 de abril de 2015 ya había sido presentada una escucha telefónica en donde dos de los involucrados en la estructura se refieren a una tercera persona como «el Presidente», sin definir su identidad, quien les había ordenado abrir cuatro cuentas bancarias argumentando que la CICIG ya tiene mucha información de la red.  Aparte de «el Presidente», se escuchó también los sobrenombres de «La Señora», «La R», y «La 2», quien según las escuchas, movió las piezas en la SAT y ordenó cambios a la banda de defraudación porque la CICIG ya tenía alguna información sobre la misma.  En ese momento se sospechaba que estos sobrenombres hacían referencia a Pérez Molina y a Baldetti, pero la CICIG no presentó cargos contra ninguno de los dos en ese momento por no contar con pruebas contundentes en ese oportunidad. Incluso, el lunes 11 de mayo de 2015, Baldetti dijo que la «La Señora», «La R», y «La 2», podría ser la primera dama de Guatemala, Rosa María Leal de Pérez y Otto Pérez en una conferencia de prensa el mismo día, dijo que la señora Pérez no tenía nada que ver con este tipo de estructuras.
El 21 de septiembre  ElPeriódico informó que durante los allanamientos realizados el 16 de abril de 2015 en las oficinas de Salvador Estuardo González Álvarez — alias «Eco»—, los fiscales del Ministerio Público habrían encontrado miles de documentos que develarían no solamente la trama de la red de defraudación aduanera de «La Línea» sino que también un entramado de empresas vinculadas a Roxana Baldetti, las cuales movieron millones de quetzales destinados a la compra de lujosos apartamentos y oficinas. Debido a esto, González se convirtió en colaborador eficaz para declarar contra Otto Pérez Molina y Baldetti.  Ese mismo día, la Corte Suprema de Justicia removió la inmunidad a la jueza Marta Sierra de Stalling, por su relación con el caso del Bufete de la Impunidad, y el Ministerio Público y la Policía Nacional la capturaron al día siguiente, 22 de septiembre.
El 28 de septiembre, durante la audiencia de apertura de juicio contra los acusados por el caso, Salvador Estuardo González —alias «Eco»— se ofreció voluntariamente a declarar, lo que inicialmente fue rechazado por los abogados defensores de los otros detenidos. Una vez autorizado a declarar, González —quien aseguró estar totalmente dispuesto a enfrentar un careo con los otros acusados— expuso una serie de datos que incriminan seriamente a varios de los detenidos:
1. A la primera que conoció González fue a Baldetti, a quien ayudó manejando siete sociedades anónimas que estaban sin uso desde hacía dos años.[50]
2. González fue el que codificó a Otto Pérez Molina y a Roxana Baldetti como «el 1» y «la 2», respectivamente.[51]
3. González llevaba un control de los recursos que se repartían.
4. El 50% de lo recaudado por la red era entregado a Otto Pérez Molina y a Roxana Baldetti Elías.[51]
5. Claudia Méndez Asencio sí estaba al tanto de lo que ocurría e incluso participó en varias reuniones con González sobre el tema. Además, al llegar como intendente de aduanas, se le explocó el «proyecto de recaudación» y se le dijo que recibiría un 5 % de las ganancias.[50]
6. La embajada de los Estados Unidos estaba al tanto del «proyecto de recaudación» y del trabajo que allí realizaba Javier Ortiz —alias «Teniente Jeréz»—.[50]
7. A él le correspondía 2% de lo defraudado.[50]
8. Cuando La Línea se estaba reestructurando, González Álvarez dejó de trabajar para ella y retomó la labor que realizaba para la exvicepresidente con sus siete empresas, pero también comenzó a hacer lo mismo con el presidente Pérez Molina, con quien se reunía los lunes, en una oficina de la 16 calle, zona 10 y en las que participaba la hija y la nuera del expresidente.[50]

Las reacciones no se hicieron esperar: mientras el fiscal del Ministerio Público, Antonio Morales, pidió resguardar la vida de González, la mayoría de los abogados defensores ha buscado que se desestime la declaración de este. Morales calificó de reveladoras las declaraciones de González Álvarez pues hubo cosas que se dijeron de las que él no estaba al tanto. El juez Miguel Ángel Gálvez denegó la solicitud de los defensores de desestimar la declaración y ordenó medidas de seguridad en favor de González tanto al Ministerio de Gobernación como al Sistema Penitenciario para que garanticen la vida y seguridad de González.
El 29 de septiembre continuó la declaración de González, quien hizo más revelaciones luego de ser cuestionado por abogados del Ministerio Público, la CICIG y la Superintendencia de Administración Tributaria (SAT), así como por algunos defensores de sindicados:
- El 61 % de los sobornos eran en efectivo, mientras que el 39 % restante lo distribuía el jefe de la red externa a la SAT. No dio detalles sobre la posibilidad de que se utilizaran cuentas bancarias para la distribución del dinero.
- Aseguró que no cobró un honorario establecido por sus «servicios» como administrador; sin embargo, indicó que se le otorgó un 2 % y posteriormente un 5 % de lo defraudado.
- González se habría entrevistado con la hija del expresidente, a quien identificó como «Lissett», con la nuera, a quien identificó como «Luisa», y con la esposa, Rosa Leal de Pérez; estas personas habrían recibido por contrataciones estatales a través del Grupo Pixel Sociedad Anónima.
- González era el enlace entre la SAT y Pérez Molina para llevar el control de «La Línea» solicitado por Juan Carlos Monzón.
- González mantenía contacto personal y por correo electrónico con Baldetti, a quien en sus celulares identificaba como «2» o «MyLine».
- El personal para las aduanas era elegido por Javier Ortiz, y luego González hablaba con el jefe de Recursos Humanos de la SAT para confirmar los nombramientos. Todos los recomendados tenían el perfil idóneo para realizar el trabajo encomendado.
- Claudia Méndez Asencio habría sido quien coordinaba el acceso de González al octavo piso de la SAT por un ascensor privado.
- Durante las operaciones de «La Línea», Pérez Molina, Baldetti Elías, Osama Aziz Aranki, Javier Ortiz —alias «Teniente Jerez»— y Juan Carlos Monzón, utilizaban radios de comunicación que habrían tenido una tecnología especial que evitaban interceptar las comunicaciones.
- González utilizaba otro radio con el mismo sistema de seguridad para comunicarse con Siglo 21, periódico que en ese entonces presidía.
- González no sabe quién elaboró la tabla en la que aparecen registrados los ingresos al Estado llamados «R1» y los ingresos paralelos desviados a La Línea, llamados «R2».[40]

González detalló como funcionaban las empresas de cartón que habrían pertenecido a la expresidenta Roxana Baldetti, luego de que fue interrogado por fiscales y abogados defensores y mantuvo su testiminio:  indicó que había sido contratado para manejar siete compañías, y que había otras que eran controladas por Víctor Hugo Hernández, empleado de Juan Carlos Monzón. Explicó que buscó que las empresas tuvieran una sede acorde al capital y el servicio que supuestamente prestaban; también corroboró que los accionistas y representantes tuvieran el perfil correcto para la empresa que poseían en papel.
Con respecto a la empresa PROINVER, propiedad de Baldetti en el Registro Mercantil, indicó que él no controlaba esa compañía pero que sí elaboraba proyecciones sobre los dividendos que obtendría y la facturación que tenía que emitir durante ciertos períodos de tiempo. Baldetti siempre estuvo al tanto de lo que ocurría, organizando reuniones con González y Hernández en las oficinas donde tenían la sede sus empresas de cartón.  El periódico guatemalteco Prensa Libre investió en el registro mercantil de Guatemala las empresas mencionadas por González y encontró lo siguiente:
| «Las empresas reveladas por Eco [González] son: Publihaces, Publimerc, Corporación Urma, La Montaña Ecológica, Representaciones Alliancee, SA., Grupo Agro Industrial 2011, S.A. y Serpumer, S.A. De esas firmas, Prensa Libre localizó cuatro en el registro mercantil. González Álvarez dijo en su declaración que hizo una proyección de lo que debían ganar las empresas en cierto tiempo, sin que estas tuvieran movimiento, y sobre la base de ello se trató de acreditar el perfil económico de Baldetti. La primera inyección de capital se dio el 23 de agosto de 2013, cuando Herbert Arturo Jacobo Dubón, gerente de operaciones y representante legal del Grupo Agro Industrial 2011, S.A. modificó la escritura social por un aumento de capital de Q50 millones. Esa firma había sido constituida el 2 de junio del 2011 con un capital de cinco mil quetzales. El segundo incremento de capital se registró el 10 de abril de 2015 a la empresa Representaciones Alliancee, S.A., de que de Q5 mil autorizados subió a Q18 millones. Esta firma había sido constituida el 20 de diciembre del 2006. Esta empresa ha adquirido varios inmuebles ligados a la ex vicepresidenta Baldetti y su familia, entre ellas una vivienda ubicada en Lomas de Pamplona, zona 13; un apartamento en el edificio Casa Margarita, zona 10, y una bodega contigua al Aeropuerto Internacional La Aurora, zona 13. [...] Las cuatro empresa localizadas tienen, aparte de abogados y accionistas vinculados, la misma dirección: Avenida La Reforma 1-50, edificio El Reformador, quinto nivel, zona 9 de la Ciudad de Guatemala. —Prensa Libre 30 de septiembre de 2015 » |

La madrugada del 5 de octubre de 2015, cuando Guatemala estaba reponiéndose del desastre del deslizamiento de tierra en El Cambray, sorpresivamente se entregó Juan Carlos Monzón a la fiscalía, que de inmediato lo envió al juzgado de alto impacto B para que realizara su primera audiencia de declaración.  Monzón indicó que no se había entregado porque temía por su vida y por la de su familia, pero que ahora lo hacía porque los supuesto cabecillas de la estructura de defraudación estaban bajo custodia. También dijo que todo lo que afirmó Salvador Estuardo González era cierto, pero solamente a medias, porque era lo único a lo que González tuvo acceso, y que la otra mitad la sabía él, pero que únicamente la iba a decir si la justicia guatemalteca garantizaba su vida.
| «Le quiero pedir disculpas al pueblo de Guatemala, a Ud. señor Juez, a mi familia, a mi esposa y a mis hijos, a mis papás... a mis señores padres, y a todas mis amistades por haber participado de una u otra forma en esta estructura que únicamente, pues... era... seguir las instrucciones que me habían dado. Pero, eso sí, quiero manifestarle señor juez, que no soy el líder de esta estructura que están buscando ustedes. ¡No lo soy! Y si aquí estuviera presenta cualquier miembro del gabinete de gobierno... Y me voy a referir, disculpe, al ex... al señor presidente Otto Fernando Pérez Molina y a la señora vicepresidenta Roxana Baldetti en su momento el Presidente y la Vicepresidente en el tiempo que fue. Si fuese, que estuviera aquí alguien miembro de la organización del Partido Patriota, o miembro del gabinete o del gobierno del general Otto Pérez Molina y la señora vicepresidenta, Roxana Baldetti, les pueden asegurar que en ese gobierno no se hacía nada sin el conocimiento ni la aprobación de ninguno de los dos, o por lo menos en mi caso, específicamente, sin el conocimiento, aprobación e instrucción de la señora vicepresidenta.» —Juan Carlos Monzón en su primera audiencia de declaración 5 de octubre de 2015 |

Monzón pasó la noche en el preventivo de la zona 18, y al día siguiente fue enviado a prisión preventiva al centro carcelario de Pavoncito por ser sospechoso de varios delitos relacionados con la estructura de defraudación, a pesar de las protestas de su abogado defensor, que argumentaba que se ponía en peligro la vida de su representado.  Pero al salir de la audiencia, Monzón dio varias declaraciones que contradicen lo dicho el día anterior:
- El 6 de octubre dijo estar arrepentido y pidió perdón, pero al día siguiente dijo que la estructura no existió y que los cobros ilegales «son vox populi y que existían desde hace veinte años».[57]
- Había negado enfáticamente ser el líder la organización, pero luego aceptó tener más poder que Salvador González, quien era el jefe financiero de la estructura de defraudación aduanera.[57]
- Había asegurado que iba a decir toda la verdad, pero al día siguiente indicó que no iba a declarar en contra de nadie.[57]

## Capturas
El jefe del Ejecutivo, general Otto Pérez Molina, indicó que solicitó a la CICIG (Comisión Internacional contra la Impunidad en Guatemala) no investigar a la vicepresidenta y también negó que Monzón Rojas haya influido para nombrar a Omar Franco como superintendente de Administración Tributaria, pese a que la CICIG mencionó que el secretario privado de la vicepresidenta prometió a Franco influir en su nombramiento. Ahora bien, en una entrevista del seis de enero de 2015 en el noticierio radial Emisoras Unidas, Pérez Molina había indicado que habían investigado el origen de las propiedades de Monzón Rojas, pero el 16 de abril de 2015 mencionó que lo único que su Gobierno hizo fue revisar la legalidad de los documentos que respaldan el millonario patrimonio de Monzón Rojas y no cómo lo había obtenido.
Pérez Molina aseguró que no destituiría a la intendente de Aduanas, Claudia Méndez Asencio, pese a que fue durante su administración que la estructura criminal «La Línea» pudo operar en las aduanas del país.
El mandatario indicó que él y la vicepresidenta, quien dirige la Comisión Contra el Contrabando, no sabían que Monzón era parte de una estructura criminal que robaba a la Superintendencia de Administración Tributaria (SAT).
El embajador de Estados Unidos en Guatemala, Todd Robinson, dijo que la desarticulación de la red criminal «La Línea» es una muestra del buen trabajo en conjunto con el Ejecutivo, el Ministerio Público y la CICIG. «Lo ocurrido no sé si justifica o no la presencia de la CICIG en el país, pero sí muestra la necesidad de enfrentar la corrupción y que la CICIG es una buena herramienta para ello. Hay que buscar maneras creativas para conseguirlo», manifestó el embajador.
El 17 de abril de 2015, el grupo de Facebook #RenunciaYa ―en forma similar a lo hecho por los miembros del Partido Unionista para la manifestación de 11 de marzo de 1920 contra el Gobierno del licenciado Manuel Estrada Cabrera, pero aprovechando los avances tecnológicos del siglo xxi― hizo público un comunicado pidiendo que se hiciera una manifestación pacífica el sábado 25 de abril de 2015 para exigir la renuncia del presidente y de la vicepresidenta del país. Debido a los constantes rumores en las redes sociales, el grupo emitió un comunicado el 20 de abril de 2015, en donde explicó lo siguiente:
- Su objetivo era solicitar la renuncia al cargo de Roxana Baldetti, y solicitar que el entonces presidente Otto Pérez Molina renunciara a su derecho de antejuicio.
- No había ninguna agrupación política ni de otra índole detrás de la invitación.
- La solicitud estaba basada en la legalidad.
- No estaban solicitando firmas para que nadie se aprovecha de ellas después.
- No eligieron ningún color insignia.
- No invitaron a ningún partido político y los organizadores no eran dirigentes ni políticos.
- No va a haber marcha: solo una manifestación en la Plaza de la Constitución.[59] El 21 de abril de 2015, la intendenta de aduanas, Claudia Méndez Asencio ―quien acababa de retornar de un congreso aduanero en Chile―,[60] ofreció una conferencia de prensa desde la sede central de la Superintendencia de Administración Tributaria (SAT).[61] En la conferencia, Méndez señaló que conocía a Juan Carlos Monzón, pero desconocía sobre sus actos, y también indicó que cuando ingresó a la intendencia sabía que había irregularidades. En cuanto a Francisco Javier Ortiz —alias «teniente Jerez»— otro de los implicados en la red, indicó que no lo conocía. Cuando le preguntaron acerca de la investigación de la CICIG dijo que su función no es de investigación y que por eso la desconocía; ahora bien, señaló que en 2014 se presentaron veinticuatro expedientes que tuvieron sanción administrativa, y nueve con sanción penal. En cuanto a su posible involucramiento con la red, indicó que no formaba parte de la estructura aunque ha recibido denuncias anóminas en las que le dicen que la estaban implicando y por esto ha solicitado por escrito seguridad para su persona.[61] Claudia Méndez también reportó que había una estructura que funcionaba ilegarmente en Puerto Quetzal, la cual fue denunciada, pero fue desestimada por SAT. Finalmente, señaló que las soluciones de la problemática estaban a alto nivel: se necesitaba automatizar la información y presupuesto de las aduanas y consideraba que con ello un 75 %del problema se resolvería.[61] Finalmente, afirmó que para asumir el cargo fue evaluda por el presidente, la vicepresidenta y Carlos Muñoz y que ya antes había trabajado en el sistema tributario, pero que había presentado su renuncia a Omar Franco porque nadie le pidió actual fuera de la ley, pero se dio cuenta de que había personal asignado a la Aduana Central que en realidad estaba en otra aduana y que el gerente de recursos humanos no tenía el control de los traslados.[61] Indicó que esa problemática también existía en el Registro Nacional de Población (RENAP), en la Dirección General de Migración, y en el Ministerio Público, entre otros.[61]

El 22 de abril de 2015 por la tarde comenzó a circular en las redes sociales un anónimo muy haciendo un llamado para llevar a cabo un «plan B, #revoluciónya» para el 27 de abril de 2015. El «plan B» pidió a la población no enviar a sus hijos a clases el 27, porque Guatemala «a nivel nacional estará paralizada porque habrá una manifestación para pedir «la dimisión del cargo de Otto Pérez, Roxana Baldetti y la abolición del Congreso». El documento mencionaba la presencia de «comandantes de grupo» para manejar a los participantes, quienes deberían reunirse en grupos de cinco o diez, con los rostros cubiertos «si era necesario» y solicitaba colocar en las calles «cualquier objeto que obstruya el paso en un minuto o menos», «distraer con una llamadita falsa a la PNC» y «avanzar al Palacio Nacional y al Congreso a tomar el control, sin destruir la propiedad de nadie».
Finalizaba diciendo: «No te preocupes tanto por la PNC. Algunos saben y están a favor nuestro. (No todos)». A pesar de todo, el supuesto plan B de este anónimo nunca se llevó a cabo y el 27 de abril transcurrió con normalidad en el país.
El 23 de abril de 2015, el Partido Guatemalteco del Trabajo ―ex partido comunista de Guatemala― emitió un comunicado en que expresaba que más allá de la corrupción encontrada en el equipo de Gobierno, evidenciada por la captura de los personajes de la SAT y de los allegados a la vicepresidenta, existía un sistema de evasión en las aduanas que no había sido atacado, al punto que no se conocía hasta el momento un solo nombre de empresarios que se beneficiaron de la red de fraude tributario.
El 1 de mayo de 2015, Día Internacional del Trabajo, se publicó un documento que explica la situación que atravesaba Guatemala luego de que se descubrió que se está investigando a los involucrados en «La Línea»; este documento indica que desde que el Gobierno pasó a manos civiles en 1985, los cambios principales en Guatemala fueron que a la gran mayoría de los movimientos indígenas y campesinos fueron convertidos en organizaciones no gubernamentales (ONG), los sindicatos se plegaron a la política gubernamental, los exguerrilleros se organizaron en partidos políticos de izquierdas sin mayor fuerza, y la ciudadanía se convirtió en una masa de consumidores compulsivos, indiferentes con lo que ocurre con el Gobierno. Tras comprobarse fehacientemente lo del robo sistemático en las aduanas del país ―algo que se sospechaba y rumoraba desde hacía décadas― hubo movimientos espontáneos que se organizaron a través de las redes sociales ―tal y como ocurrió en Egipto y en Grecia unos años atrás― y que dirigían su indignación hacia la clase política del país.
Ahora bien, el problema es que este movimiento social estaba solamente aglutinados por emociones molestias compartidas, e inició su articulación alrededor de demandas comunes, pero circunstanciales sin mayor proyección sociopolítica, ni prevención de posibles escenarios hipotéticos.
El 19 de mayo, tras las masivas marchas que se produjeron el 16 de ese mes, el CACIF presentó al Gobierno una hoja de ruta para sacar al país centroamericano de la crisis en que estaba. El ente rector de las cámaras empresariales de Guatemala exigió al presidente Otto Pérez Molina un efectivo e inmediato combate a la corrupción sugiriendo en primera instancia, los contratos millonarios del Estado que han despertado dudas en varios ministerios; demandó que se tomen medidas concretas e inmediatas para combatir la corrupción en el Estado, como la revisión de contratos millonarios en los ministerios de Gobernación, Salud y Desarrollo Social, entre otros y que sean declarados lesivos. Además, pidió al Gobierno que se aprueben leyes de transparencia lo más pronto posible y que se eliminen plazas fantasmas, como las que existen actualmente en la Dirección General de Aeronáutica Civil.
Asimismo, el CACIF criticó duramente al Congreso de la República, pues acusó a los diputados de no promover las leyes y las reformas necesarias que ayuden a la transparencia ante la actual crisis política, y a la Contraloría General de Cuentas por no fiscalizar correctamente.
Finalmente, los empresarios indicaron que emplazarán al Gobierno si no existe una pronta respuesta al respecto puesto que esta fue la tercera vez que le pedimos al presidente de la República que actuara de inmediato y no se ha visto reacción.
Tras haber dos marchas organizadas por la clase media guatemalteca frente al Palacio Nacional el 25 de abril y el 16 de mayo de 2015, los campesinos indígenas guatemaltecos informaron que también marcharían el 20 de mayo de 2015. Campesinos provenientes de 20 departamentos, irrumpieron en la Ciudad de Guatemala, y por cuatro columnas diferentes llegaron a la Plaza de la Constitución, bajo la consigna de: «¡Fuera políticos, empresarios y militares corruptos! Vamos por un proceso de Asamblea Constituyente Popular y Plurinacional». Esta multitud campesina ―que ha sido criminalizada como «ladrones de energía eléctrica» por el Gobierno del general retirado Otto Pérez Molina por oponerse a la construcción de hidroeléctricas en sus territorios― llevaba mantas y rústicos equipos de sonido para gritarle a la ciudad mestiza: «¡Capilatinos, despiértense!. ¿O están de acuerdo con seguir teniendo de gobernante a los ladrones?» Los manifestantes campesinos manifestaron por cerca de dos horas en la plaza y desde un estrado móvil improvisado, y en diferentes idiomas mayas, exigieron la renuncia del Gobierno de Otto Pérez Molina y la creación de un nuevo Estado en Guatemala.
Aunque el racismo hacia la marcha campesina fue evidente porque numerosos habitantes de la ciudad que apoyaban las marchas del grupo #RenunciaYa se quejaban de que las marchas campesinas iban a provocar bloqueos e inconvenientes para transitar en la ciudad, y los medios de comunicación del país casi no le prestaron atención a los manifestantes, cubriendo en su lugar la captura de la junta directiva del Instituto Guatemalteco de Seguridad Social, también por delitos de enriquecimiento ilícito, los indígenas contaron con el recibimiento y apoyo presencial de vecinos y estudiantes de las universidades ―tanto de la nacional como de varias universidades―, un verdadero acto simbólico performativo del «ensamblaje» de la indignación del campo y de la ciudad.

## Consecuencias

### Abril de 2015
El domingo 19 el precandidato presidencial y fundador del Partido Patriota, Alejandro Sinibaldi, renunció junto a decenas de alcaldes y una veintena de diputados, y en ese momento se pensó que podría competir con otro partido político, aunque al final eso ya no se materializó.
Como razones para su renuncia señaló:
- Los dos contratos otorgados a la empresa israelí M Tarcic Engineering Ldta. por 137.8 millones de quetzales para «limpiar» las aguas de Amatitlán.[d]
- El desmantelamiento por la CICIG y el Ministerio Público de «La Línea» en la Superintendencia de Administración Tributaria, que incluyó las capturas del titular actual y su antecesor, Omar Franco y Carlos Muñoz, respectivamente.
- La crisis hospitalaria.
- Las desacertadas intervenciones declaradas por el Ejecutivo en las aduanas y puertos marítimos.[67]

Esa tarde, la vicepresidenta de Guatemala, Roxana Baldetti, ya de regreso al país proveniente de Corea del Sur ofreció una conferencia de prensa, en la que informó que lamentaba lo ocurrido con Sinibaldi y que siempre habían tenido diferencias pero que no se imaginaba que él estuviera tan disgustado con ella.
En la misma conferencia de prensa, Roxana Baldetti se deslindó de la millonaria defraudación asegurando que ella no forma parte de la red del crimen organizado descubierta. La mandataria mostró videos de años anteriores en los que ella decía que ya se investigaban estructuras que defraudaban al fisco y que estas pronto darían resultados, tiempo en el cual Monzón laboraba para ella como su mano derecha. Según la vicemandataria, esta era la primera vez que ella viajaba junto a Monzón y fue ella misma la que le contó a su exsecretario sobre la investigación y lo destituyó del cargo. Cuestionada por periodistas sobre su paradero, desconocido durante más de cuarenta y ocho horas, la vicemandataria abandonó el recinto donde brindaba declaraciones sin aclarar las dudas de periodistas.
El 19 de abril de 2015 se especulaba que la crisis del Gobierno guatemalteco podría agravarse, ya que tras el proceso legal contra Marllorie Chacón, una mujer guatemalteca acusada y procesada por narcotráfico en los Estados Unidos se supo que Chacón logró un acuerdo con la Fiscalía estadounidense a cambio de información. Se temía que este acuerdo resultara en el anuncio de una acusación penal en contra de funcionarios guatemaltecos de alto rango por delitos vinculados al lavado de dinero proveniente del narcotráfico o bien, en el anuncio de sanciones administrativas y económicas para funcionarios de Gobierno y de otros poderes del Estado. Cualquiera de las dos opciones ubicaría al país en grave predicamento. Mientras se celebraba Junta de Gabinete entre Otto Pérez Molina y Baldetti con sus ministros, secretarios y secretarias, en las afueras de la Casa Presidencial se agolpaba un grupo ciudadano que, portando cartulinas y mantas, exigía la renuncia de la pareja gobernante por este escándalo SAT.
El 21 de abril de 2015, la Cámara Empresarial de Comercio y Servicios ―entidad que aglutina a los principales miembros de la élite económica guatemalteca― pidió, por medio de un comunicado, la continuación de las investigaciones para dar con las personas y empresas que se prestaron a pagar sobornos, para lograr introducir mercadería al país sin pagar la totalidad de los tributos que hubieran correspondido. El presidente de la Cámara del Agro, Nils Leporowski, refirió que su agrupación en ningún momento iba a defender a alguien que haya tenido que ver en esta red de defraudación al Estado y reiteró que seguramente van a haber empresarios que utilizaron esta red. Por su parte, el director ejecutivo de la Cámara de Industria de Guatemala, Javier Zepeda, expresó que así como apoyaban este tipo de operativos que la Comisión Internacional contra la Impunidad en Guatemala realizó en coordinación con el Ministerio Público y entidades de Gobierno, de la misma forma están de acuerdo en que empresas privadas sean sometidas a investigación y al proceso, y se actúe conforme a lo que preceptúa la ley.
Finalmente, la Cámara del Agro informó que se retiró de forma temporal de la Comisión Nacional contra el Contrabando, luego de las capturas realizadas por contrabando y defraudación aduanera el 16 de abril.
El 23 de abril de 2015, presionado por diversos sectores del país, el presidente Otto Pérez Molina anunció que había solicitado al Secretario General de las Naciones Unidas que se extendiera el mandato de la CICIG (Comisión Internacional contra la Impunidad en Guatemala) por dos años. El comisionado de CICIG, el colombiano, Iván Velásquez, expresó que efectivamente es una demostración de la voluntad de la lucha contra la impunidad y el fortalecimiento de la justicia, la solicitud de extender el mandato de esta Comisión de la ONU. Ese mismo día por la tarde la intendente de aduanas, Claudia Méndez Asencio, anunció que había presentado su renuncia al cargo, la cual fue puesta a consideración del director interino de la SAT.

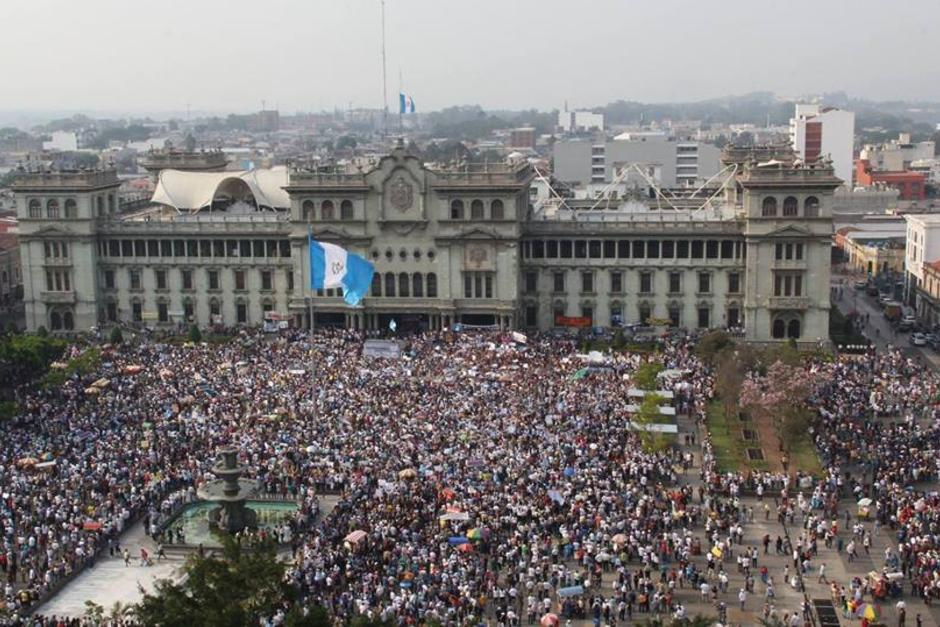
Manifestación pacífica del 25 de abril de 2015 en la Plaza de la Constitución de la Ciudad de Guatemala.

El 25 de abril de 2015 se realizó la manifestación pacífica en la Plaza de la Constitución. Hubo fuerte presencia de la Policía Nacional Civil en las inmediaciones y una marcha pacífica de estudiantes de la Universidad de San Carlos salió del Campus Central en la zona 12 para llegar a la Plaza a las 3:00 p. m.. Asistieron aproximadamente 20 000 personas —de más de 3.5 millones que viven en la ciudad— y se manifestaron frente al Palacio Nacional de la Cultura antigua sede del poder ejecutivo convertida en museo y salón de actos a finales del siglo xx. A esta manifestación se unió una marcha de aproximadamente 3000 estudiantes de la Universidad de San Carlos.
El lunes 27 de abril de 2015 por la noche, el presidente Pérez Molina en cadena nacional de radio y televisión anunció que dio órdenes para que se persiga a Juan Carlos Monzón y dijo sentirse indignado también por los acontecimientos. Asimismo, convocó a una fuerza de tarea para reestructurar a la SAT. Por su parte, el CACIF ―entidad que agrupa a los empresarios de la élite guatemalteca, dirigido por el exministro de Relaciones Exteriores Jorge Briz Abularach― y otros sectores, solicitaron que el presidente, la vicepresidenta y sus funcionarios entregen una declaración de sus respectivos patrimonios. Al día siguiente, 28 de abril, el superintendente en funciones de la SAT aceptó la renuncia de Claudia Méndez Asencio, y confirmó que la intendencia de Aduanas que esta dirigía era un feudo del Ejecutivo dentro de la SAT y no un ente de la misma; ese mismo día, el Ministerio Público (MP) todavía no había efectuado capturas de empresarios que hubiesen utilizado los servicios de «La Línea», pero aseguró que las investigaciones continuarán hasta dar con todos los culpables. El MP explicó que no ofrecía información sobre los nombres de las empresas que participaron en la red de defraudación tributaria porque las investigaciones estaban en desarrollo y no quería entorpecer el proceso.
El 29 de abril de 2015, los representantes de las setenta y dos comunidades indígenas de Guatemala detallaron que «estaban hartos e indignados ante la corrupción e impunidad», y que «el presidente y vicepresidenta no tenían legitimidad ni legalidad para ejercer como dignatarios de la nación». Aseguraron que iban a celebrar marchas en la Ciudad de Guatemala y en la provincia para dar un respaldo al trabajo de la CICIG (Comisión Internacional contra la Impunidad en Guatemala), a la que pedirán que también investigue a otras instituciones del Gobierno. El sector industrial y comercial de Guatemala, representado por el CACIF, señaló que estaba en constantes diálogos con la CICIG para colaborar con las investigaciones y que si los implicados pertenecieran a alguna asociación empresarial aglutinada en el CACIF, serían expulsados de las gremiales siempre y cuando hubiera una sentencia condenatoria en su contra. Al día siguiente, 30 de abril de 2015, el Ministerio Público guatemalteco presentó un antejuicio por el delito de prevaricato contra la jueza Marta Sierra de Stalling por otorgar medidas sustitutivas a seis implicados en la estructura «La Línea».
El jueves 29 de abril de 2015, miembros del grupo #RenunciaYa realizaron una protesta con artistas musicales frente a la Casa Presidencial, y otra protesta en Plaza Obelisco —zona 10 de la ciudad— en donde colocaron listones negros en los vehículos en repudio a la corrupción.

### Mayo de 2015
Miles de personas que participaron en la marcha conmemorativa del Día Internacional del Trabajo manifestaron contra los escándalos de corrupción en la Superintendencia de Administración Tributaria y exigieron a los Tribunales de Trabajo cumplir con la ley y dar seguimiento a todos los casos que conocen. La marcha se inició en el Monumento al Trabajo ―en la 26 calle y 26 avenida de la zona 5 de la Ciudad de Guatemala― y terminó en la Plaza de la Constitución.
Las tradicionales marchas de ese día se mantuvieron activas la mayor parte del día en diferentes puntos del país.
El grupo #RenunciaYa convocó a varias actividades de proesta pacífica, incluyendo: el sábado 2, en la Plaza de la Constitución se reunirá un grupo convocado por el movimiento Anonymous Guatemala y el domingo 3 en la Calzada Roosevelt motoristas harán una caravana que llevará implícito el mismo fin. Por último, el sábado 16 de mayo a las 15 horas, la Plaza de la Constitución volverá a ser el escenario de la manifestación pacífica. Para principios de mayo ya eran varias las demostraciones de hartazgo por la corrupción y la impunidad que se han enseñoreado en Guatemala. Después del 25 de abril han seguido demostraciones todas las tardes en las cercanías de la casa presidencial, y luego ocurrieron las marchas del 1 y 2 de mayo.
La cantidad de personas concentradas en la Plaza de la Constitución el 2 de mayo para exigir la renuncia del binomio presidencial concentró de forma notable a muchas menos personas que en la protesta anterior. En las redes sociales se promovía a las personas interesadas en participar que asistieran a todas las manifestaciones, aunque se esperaba una mayor afluencia para el 1 de mayo debido a la presencia de los sindicatos del país, que cada año marchan por el Centro Histórico para defender sus derechos laborales.
Los sindicatos salieron de la zona 5 hacia el parque central, donde ya se encontraban algunos de los indignados que pedían la renuncia de los altos cargos del Ejecutivo. Algunos sindicatos se unieron a la protesta de los indignados: trabajadores reunidos por la Confederación Central General de Trabajadores de Guatemala (CGTG), así como integrantes del Comité de Unidad Campesina (CUC) y estudiantes universitarios permanecieron en el centro de la Plaza de la Constitución. Sus dirigentes hablaban desde una tarima con las demandas habituales de mejores condiciones de trabajo, el respeto a sus derechos y condiciones de mayor justicia social, pero esta vez acompañaron sus peticiones con protestas contra el Gobierno. Miembros de la facultad de Ciencias Económicas de la Universidad de San Carlos enfocaron sus esfuerzos en conseguir firmas para una petición concreta de la renuncia del presidente y la vicepresidenta, el nombramiento de un gobernante interino, la suspensión de las elecciones y la refundación del Estado por medio de reformas a la Constitución Política. Pero la manifestación al frente del palacio permaneció desapercibida para el resto de grupos sindicales; fueron muy pocos los miembros de los distintos sindicatos que se interesaron en unirse a la otra manifestación. A pesar del apoyo de algunos sindicatos, otros más numerosos como los del Ministerio de Salud Pública y Asistencia Social (MSPAS) o el Sindicato de Trabajadores de la Educación de Guatemala (STEG) no estuvieron dispuestos a apoyar la causa; según un dirigente del Comité de Unidad Campesina (CUC), ya son tres Gobiernos seguidos en los que el MSPAS y el STEG, entre otros grupos sindicales, se han desentendido de las necesidades del país tras haber pactado por intereses sectoriales con las autoridades.
Por parte de los campesinos, las posturas estuvieron tan divididas como las de los sindicalistas: si bien el CUC se encontraba el 1 de mayo entre quienes pedían la renuncia de los altos funcionarios, el CONIV prefirió permanecer al margen esta ocasión; sin embargo, antes del 25 de abril de 2015, ante la amenaza de protestas violentas identificadas en las redes sociales como #revolución y #planB, circuló un comunicado firmado por la Coordinadora en la que se afirmaba que campesinos viajarían a la capital a defender el orden constitucional «con el machete bien afilado» y con «el machete en la mano».
En las diferentes concentraciones no hubo discursos porque no hacen falta ya que la demanda es contundente: renuncia del presidente y de la vicepresidenta; y se vieron personas de todas las condiciones sociales y de todas las precedencias religiosas o políticas. Además, los participantes de las manifestaciones no se referieron a las elecciones programadas para el 6 de septiembre, sino en el fin de la corrupción y en el castigo a los corruptos; los sectores políticos pensaron que esto ponía en riesgo el proceso electoral pues lo veían como la base del proceso democrático que se inició en 1985 pero la situación era tal que ya se estaba propaganda la desconfianza en todo el sistema y no solamente en los gobernantes. Se había convocado para otra concentración el 16 de mayo, pero la ciudadanía tenía urgencia de que la situación de Guatemala se solucionara y convocó otra concentración para el 9 de mayo.
El 8 de mayo la CICIG procedió a capturar a los abogados defensores de los cabecillas de la red de contrabanda que habían sido beneficiados por medidas sustitutivas, y expuso como funcionaban los que denominón bufetes de impunidad. También recapturó a los cabecillas de La Línea. Ese mismo día, por la tarde, el presidente Otto Pérez Molina anunció que la vicepresidenta Roxana Baldetti había renunciado a su cargo, lo que fue recibido con algarabía por los manifestantes que se habían encadenado a las puertas del Palacio Nacional y por un grupo que se unió a ellos en la Plaza de la Constitución.
Tras la renuncia de Baldetti Elías, se realizaron manifestaciones populares espontáneas en la Plaza de la Constitución y en el Obelisco de la Ciudad de Guatemala; durante dicha celebración se escuchó el clamor «¡Sigue Tito!» en referencia a que ahora se perseguía la renuncia del presidente Pérez Molina, ya que «Tito» era el nombre de batalla que Pérez Molina utilizaba durante la Guerra Civil de Guatemala.
Horas antes de renunciar, Baldetti intentó presentar un amparo ante la Corte de Constitucionalidad (CC) pidiendo que la solicitud de retiro de antejuicio fuera denegada; pero los cinco magistrados de la CC, por unanimidad, rechazaron otorgar el amparo provisional a favor de la vicepresidenta. Fue la noticia que Baldetti recibió horas antes de decidirse a entregar su carta de renuncia al presidente. La renuncia de Baldetti Elías fue aceptada el 9 de mayo en sesión extraodinaria del congreso, a la que asistieron cienco cuarenta y cinco diputados, y en donde hubo unanimidad por aceptar la renuncia de la hasta entonces vicepresidenta.
El lunes 11 de mayo, The Associated Press (AP) reportó que la intriga de sobornos a jueces para liberar de la cárcel a algunos de los acusados de «La Línea» podría haber alcanzado a la Corte Suprema de Justicia de Guatemala; las llamadas telefónicas grabadas a las que AP tuvo acceso detallarían las negociaciones a puerta cerrada entre el empresario guatemalteco Luis Mendizábal, los abogados del llamanbo «bufete de la impunidad» y varios miembros de «La Línea» y en una de ellas, el 16 de abril de 2015 Mendizábal le habría dicho a Javier Ortiz ―quien ya se encontraba detenido― que mantuviera la calma porque pronto será dejado en libertad. Según AP, Mendizábal le dice a Ortiz: «Nosotros aquí estamos, al pie del cañón, no te estamos abandonando en absoluto, vos sabés. Blanca Stalling es la que está detrás y ellos [el «bufete de impunidad»] tienen muy buena comunicación, estamos en esa»; ahora bien, la magistrada Blanca Aída Stalling Dávila es integrante de la Corte Suprema de Justicia de Guatemala.
|entros urbanos del país, siendo el más concurrido el de la Ciudad de Guatemala que reunió a más de 50 000 personas quienes por cerca de tres horas pidieron la renuncia del presidente y la depuración del Gobierno. Ese mismo día se supo que el Gobierno iba a hacer varios cambios en el gabinete del Ejecutivo, luego de que el 15 de mayo renunciara el ministro de Energía y Minas, Erick Archila, tras ser acusado de otorgar concesiones sobrevaloradas para la generación de energía eléctrica.
El domingo 17 de mayo, un día después de masivas mabifestaciones contra la corrupción en el país, el Partido Patriota celebró su asamblea nacional y postuló a Mario David García Velásquez como su candidato presidencial.
García Velásquez es un respetado periodista y economista guatemalteco, pero ha sido vinculado a Luis Mendizábal en el pasado, específicamente en el Caso Rosenberg.
El 21 de mayo renunció el ministro de Gobernación Mauricio López Bonilla, aduciendo que va a enfrentar las acusaciones de contratacioness dudosas que se habrían hecho durante su gestión en ese ministerio; ese mismo día el presidente Pérez Molina aceptó la renuncia y desmintió que la renuncia se hubiera producido por discrepancias entre ambos por la captura de Juan Carlos Monzón ―supuesto líder de la red de contrabando―.
La vicemistra Eunice Mendizabal ―quien estaba a cargo del viceministerio antinarcóticos ocupó el puesto―. El presidente también anunció la remoción de la ministra de Ambiente, Michelle Martínez.
El 27 de mayo de 2015, la agencia calificadora Moody's colocó en perspectiva negativa la deuda soberana de Guatemala, hasta entonces en estable, debido a los escándalos de corrupción, aunque le mantuvo la calificación Ba1. Según dicha agencia de calificación crediticia estadounidense, la situación política se había agravado «rápidamente» por los escándalos de corrupción y no descartaba la posibilidad de que una crisis política prolongada pudiera llevar a una crisis institucional y de gobernabilidad, generando incertidumbre sobre el rumbo de la política económica e impactando de manera adversa la perspectiva macroeconómica del país. La agencia también subrayó la incertidumbre que existía sobre las elecciones y si el presidente Otto Pérez Molina podría finalizar su periodo y entregarlo en enero de 2016.
El juzgado de alto riesgo que lleva el caso de «La Línea» informó el 28 de mayo que en los últimos días había realizado allanamientos en dieciocho propiedades que podrían estar vinculadas con la exvicepresidenta Roxana Baldetti, entre residencias y empresas. En los allanamientos se incautaron documentos y computadoras para su análisis y se descubrió que algunas de las empresas no existían más que en documentos. Ese mismo día, el hijo mayor de Baldetti fue fotografiado en la terminal del Aeropuerto Internacional La Aurora cuando iba de viaje hacia México.

### Junio de 2015

#### Jornada del 3 de junio
También el 3 de junio, el arzobispado de Guatemala emitió una severa carta pastoral ante la situación de Guatemala.
En la carta, la asamblea de obispos de Guatemala: (1) recuerda que en los primeros procesos electorales de la época democrática se presentaron partidos políticos históricos, con principios propios y con una capacidad de convocatoria a segmentos importantes del electorado, cosa que se ha perdido (2) indica que cada día se incrementa más la brecha entre la ciudadanía y los partidos que no son interlocutores válidos de la población (3) señala el creciente desencanto entre la población que cada vez cree menos en los partidos (4) indica no deben retrasarse las elecciones del 6 de septiembre porque hacerlo sería romper el orden constitucional, a pesar de que se harán en medio de la crisis generalizada (5) hace ver que los hechos evidencian la inmundicia de corrupción en que el Estado guatemalteco se ha convertido y han provocado manifestaciones multitudinarias que expresan la indignación y la ira de grandes mayorías de ciudadanos (6) reconoce que las movilizaciones han seguido y en ellas hay genuina indignación popular y agendas de grupos variados que quieren aprovechar el momento para sus fines particulares (7) enfatiza que es evidente que la incapacidad ―por ineptitud y malicia― del Congreso de la República para cambiar la Ley Electoral y de Partidos Políticos hace que los ciudadanos tengan que elegir a candidatos que no están capacitados para resolver los problemas del país (8) afirma que se necesita que el proceso electoral se realice con nuevas reglas, y las más urgentes deben aprobarse de inmediato para que incidan en estas elecciones (9) pide a los ciudadanos continuar con la presión sobre el Congreso para que haga los cambios que deben hacerse en la ley electoral y de partidos políticos (10) señala la grave situación social y económica de la mayoría de la población, la violencia se expresa en todos los sectores del país y el crimen organizado es muy probablemente el mayor empleador del país (11) manifiesta que hay que exigir a los candidatos presidenciales veracidad, transparencia y honestidad (12) se compromente para que la verdad del Evangelio, sea su mayor contribución al cambio social y ético de Guatemala.
El embajador de los Estados Unidos Todd Robinson y el presidente Pérez Molina anuncian en conferencia de prensa en el Palacio Nacional, en que el embajador de los Estados Unidos toma la palabra desde el podio presidencial, que los Estados Unidos apoyan los cambios y depuración que se harán en la Superintendencia de Administración Tributaria de Guatemala; como un primer paso iba a haber una reunión entre el Departamento del Tesoro y el Ministerio de Finanzas Públicas, para elaborar un diagnóstico de la SAT, que también iba a ser apoyado por el Banco Mundial (BM). En un segundo paso se iban a implementar de pruebas de confianza con polígrafos, entrevistas que se harían a funcionarios de la Superintendencia y que serían efectuadas por un equipo estadounidense, durante dos semanas. Esta conferencia de prensa fue muy criticada porque mostraba que era realmente el embajador de los Estados Unidos quien tenía el control de la situación y no el presidente Pérez Molina.
En una jornada intensa, al mediodía del 3 de junio asesinan al abogado Francisco Palomo, mientras conducía su vehículo. Hay al menos tres relaciones con fuertes grupos de poder con los que Palomo se codeó y que son partícipes importantes de la crisis que vive Guatemala: una parte importante del CACIF, el segmento de militares en retiro vinculados a Efraín Ríos Montt, y una parte de los medios corporativos de prensa escrita.  Un abogado que laboró con Palomo Tejeda durante los últimos siete años es César Calderón, quien es defensor de los principales miembros de la estructura criminal «La Línea», así como del expresidente del IGSS, Juan de Dios Rodríguez.

#### Jornada del 5 de junio (Viernes gris)
El viernes 5 de junio hubo plantones organizado supuestamente por la Alianza Obrero Campesina, quienes bloquearon los cuatro accesos a la Ciudad de Guatemala por casi cinco horas y lograron en pequeña medida su objetivo: generaron un instante de desinformación. Diversos medios masivos e independientes coincidieron en que los plantones en las salidas de la ciudad fue la primera acción concreta a una amenaza que llevaba varias semanas en el ambiente: antes y después de su renuncia como vicepresidenta, Roxana Baldetti mencionó que podía juntar a decenas de miles de personas en su apoyo, pero que no lo haría para evitar confrontaciones; posteriormente, un comunicado de la Coordinadora Nacional Indígena y Campesina (CONIC) dijo que miles de campesinos saldrían con machetes afilados a defender el «orden constitucional»; y, finalmente, pocos días antes el presidente Pérez Molina hizo el mismo comentario que Baldetti.
La oscura Alianza Obrero y Campesina (AOC) se adjudicó la autoría de los bloqueos, pero tanto su lenguaje como sus demandas provocaron dudas sobre su legitimidad, además de que bloquear las arterias de la capital causó el rechazo habitual de una parte de la clase media, que precisamente es el nuevo actor de las protestas que se realizan los sábados frente al Palacio Nacional. Por otra parte, la mayoría de las demandas de la AOC ―contra la minería y contra empresarios defraudadores― es parte de la agenda de las organizaciones que confluyen en la emergente Asamblea Social y Popular, una instancia de coordinación entre organizaciones regionales, comunidades, y movilizaciones estudiantiles y urbanas. Así pues, salir el viernes, colapsar el tráfico vehicular y mencionar algunas demandas de la Asamblea respondería a una estrategia según la cual las clases medias guatemaltecas asociarían las demandas sociales con su enojo a estancarse por horas en el tránsito; eso ayudaría a restarle apoyo a las marchas y a fraccionar el movimiento. Por último, en las redes sociales, personajes de la derecha como Giovanni Fratti, aprovecharon para lanzar desinformación sobre los apoyos de las marchas.
La situación generó fuertes sospechas porque ninguna demanda exigía la renuncia de Otto Pérez Molina, algo que nunca había faltado en cada una de las marchas que se produjeron en las nueve semanas hasta entonces. Por ningún lado se vio los miembros de #NoLeToca ni hubo exigencias de anular las elecciones; es más, circularon fotografías de patrullas de la Policía Nacional Civil (PNC) ayudando a los bloqueos. Pero fueron los mismos voceros de la AOC quienes terminaron por delatar el montaje: el sábado 6 se realizó la primera conferencia de la AOC en la que los cuatro voceros ―quienes son poco conocidos en Guatemala― fueron reconocidos por varios medios de comunicación por tener relaciones con el Ministerio de Salud, el partido LIDER, una parte del movimiento sindical y el Ministerio de Cultura y Deportes. Debe recordarse que el 27 de mayo salió a luz pública un comunicado sellado por organizaciones sindicales y campesinas que han estado ausentes ―e incluso en contra― en las manifestaciones de #RenunciaYa: CONIC, UASP, el Sindicato de Trabajadores de la Educación de Guatemala (STEG), el Frente Nacional de Lucha (FNL) y su principal filial salubrista (SNTSG), el Sindicato de Trabajadores de la Empresa Municipal de Agua (SITRAGUA), Unión Nacional Campesina (UNAC) y Alianza Campesina (AC) ―todas ellas aparentemente afines al Gobierno de turno―.
La demanda principal de la AOC el 5 de junio era que la CICIG entregue el listado de empresarios vinculados a la defraudación tributaria del «Caso La Línea». Destacó el despliegue de una pancarta con fotografías de cuatro reconocidas figuras del espectro empresarial y político, y la exigencia de perseguirlos penalmente por evasores. El CACIF y la Cámara del Agro sacaron ese mismo día un comunicado para condenar los bloqueos de la AOC, y en su inciso 2, considera que los mensajes transmitidos por los manifestantes «son constitutivos de calumnia y difamación». Las demandas legítimas de la AOC ―que se escuchan en los plantones a nivel nacional que se realizan los sábados―, la respuesta del CACIF y la fuerte sospecha de que el Gobierno o sus allegados habrían organizado los bloqueos, dio la impresión que se trató de una demostración de fuerza entre la cúpula empresarial ―que en las últimas semanas le quitó el apoyo al Partido Patriota y no había pactado con LIDER una estafeta de cambio de mando― y el Gobierno de Pérez Molina.

#### Jornada del 23 de junio (capturas en la Policía)
El 23 de junio once personas fueron detenidas por el desvío de cincuenta y dos millones de quetzales a cuentas personales en la Dirección General de la Policía Nacional Civil (PNC); entre los capturados está Héctor Heredia, quien es ex subdirector de Apoyo y Logística de la PNC, quien dimitió en enero de 2015 tras la publicación de reportes de que Heredia habría pagado de 3.8 millones de quetzales a compañías de limpieza que nunca prestaron el servicio.
No era la primera publicación seria en contra de Heredia; la Revista ContraPoder reveló el 21 de noviembre de 2014 que la subdirección que dirigía Rodríguez Heredia adjudicó 33 millones de quetzales a cinco empresas que no existen y vinculadas a Elden Leonel Cabrera Chan. Asimismo, esa investigación de la Contrapoder comprobó que por lo menos 10 millones de quetzales se pagaron por servicios de los que no hay evidencia de que fueron prestados, es decir, vehículos que nunca fueron reparados o que se les arregló lo mismo dos veces. Finalmente, ContraPoder también determinó que se pagaron montos millonarios por el remozamiento de estaciones policiales por parte de una constructora, pero que en realidad ese trabajo lo hicieron trabajadores de la misma Policía. Después, en enero de 2015, el diario el Periódico publicó un reportaje en el que cita las conexiones entre varios de los implicados en la red de corrupción con una empresa registrada en Panamá; en esa nota, Rodríguez Heredia negó vinculación con esa compañía, pese a que su nombre y el de sus exasesores aparecen como socios en el Registro Público de Panamá.
Las aprehensiones del 23 de junio de 2015 se dieron por las acusaciones de asociación ilícita, fraude, concusión, enriquecimiento ilícito y lavado de dinero. Versiones preliminares indicaban que esa red mandaba a reparar las autopatrullas a talleres fantasmas y con sobrevaloración de los servicios y repuestos.

### Julio de 2015
Luego de realizar capturas y solicitar antejuicios por el Caso Redes y el Caso Lavado y Política, y de presentar su informe sobre el financiamiento de los partidos políticos en Guatemala, la CICIG solicitó al Organismo Judicial guatemalteco que se comporte a la altura de las circunstancias; el 28 de julio, luego de que la Corte Suprema de Justicia emitiera un comunicado en el que rechaza presiones de organismos nacionales e internacionales en la aplicación de justicia en Guatemala, debido a presiones que recibían de parte de la embajada de Estados Unidos y de otros embajadores acreditados en el país, el Diario La Hora, medio aliado de la Comisión Internacional, publicó cómo fueron elegidos los trece magistrados a la Corte Suprema de Justicia y evidencia que los mismos fueron apoyados por una alianza entre el Partido Libertad Democrática Renovada y Partido Patriota, datos que eran conocidos desde un año antes debido a que estas votaciones en el Congreso de Guatemala son públicas.
| Nombre                           | Puesto                                     | Votos LIDER | Votos Patriota |
| -------------------------------- | ------------------------------------------ | ----------- | -------------- |
| Josué Felipe Baquiax Baquiax     | Presidente de la Corte Suprema de Justicia | 41          | 36             |
| Silvia Patricia Valdés Quezada   | Magistrado vocal I                         | 49          | 47             |
| Nery Osvaldo Medina Méndez       | Magistrado vocal II                        | 47          | 36             |
| Vitalina orellana y Orellana     | Magistrado vocal III                       | 38          | 41             |
| Delia Marina Dávila Salazar      | Magistrado vocal IV                        | 41          | 37             |
| Douglas René Charchal Ramos      | Magistrado vocal V                         | 39          | 38             |
| Sergio Amadeo Pineda Castañeda   | Magistrado vocal VII                       | 39          | 37             |
| Blanca Aída Stalling Dávila      | Magistrado vocal VIII                      | 39          | 39             |
| Silvia Verónica García Molina    | Magistrado vocal IX                        | 38          | 39             |
| Vladimir Osman Aguilar Guerra    | Magistrado vocal X                         | 38          | 40             |
| Nester Mauricio Vásquez Pimentel | Magistrado vocal XI                        | 41          | 31             |
| Ranulfo Rafael Rojas Cetina      | Magistrado vocal XII                       | 35          | 38             |
| José Antonio Pineda Barales      | Magistrado vocal XIII                      | 35          | 36             |

### Agosto de 2015
El 21 de agosto fue llevada a prisión al cuartel de Matamoros la exvicepresidenta Roxana Baldetti, mientras que el MP y la CICIG solicitaron el retiro de inmunidad contra el presidente Pérez Molina, quien en conferencia de prensa del domingo 23 de agosto por la noche se negó a renunciar. El lunes 24 de agosto, durante la presentación de los cargos a Baldetti, el MP presentó una escucha telefónica de una conversación en el director de la SAT, Carlos Enrique Muñoz Roldán y el presidente Otto Pérez Molina:
| - Otto Pérez Molina (OPM): ¿Aló? - Carlos Enrique Muñoz Roldán (CEMR): «Señor presidente, buenas tardes, ¿como está?» - OPM: «Bien Carlos; bien gracias, ¿y usted que tal?» - CEMR: «Pues aquí, bien, Presidente, aquí.» - OPM: «Mañana pasa a la SAT lo del Directorio, ¿pasa ya mañana, va'a?» - CEMR: «Mañana Presidente, ya ahorita estoy...» - OPM: «¿Ya están todos los dictámenes, ya está todo listo?» - CEMR: «Sí solo me está corrigiendo ya Claudia el de ella, porque no mucho me convenció. Pero ahorita ya la llamé y me lo está enmendando antes de darles copia a ellos. Pero espero que ya para mañana me autoricen comenzar el proceso porque así ya comenzamos a trabajar internamente.» - OPM: «Mire, el de Recursos Humanos, que habíamos dicho de los cambios... porque si no eso no me va a caminar nada. Ya el sindicato ya dice que va a empezar a boicotear y hacer cosas, entonces antes de eso entrémosle de una vez, ¿porque no me quiere cambiar al de Recursos humanos, cual es el rollo?» - CEMR: «La cosa es que este señor es publicista, Presidente. Él no sabe de nada.» - OPM: «Va pero ponga al que usted dijo pues, al Sebastián, pero póngamelo ya, mañana.» - CEMR: «Hoy mismo hago el cambio Presidente, hoy mismo.» - OPM: «Va, hoy mismo el cambio de una vez por favor.» - CEMR: «Tendría que darle de baja de una vez al que está ahorita. Voy a mandar a llamar a Sebastián de una vez y empezamos.» - OPM: «Va.» - CEMR: «Estamos. Con mucho gusto Presidente, al menos lo conozco y sé que no me va a hacer la mala jugada por ahí.» - OPM: «Va éntrele de una vez entonces porque esto nos da pie de una vez para entrar a hacer los demás cambios.» |

El 25 y 26 de agosto de 2015 se realizaron bloqueos en varias partes de la república, exigiendo la renuncia del presidente Pérez Molina: 
| Kilómetro | Localidad                                     | Departamento   |
| --------- | --------------------------------------------- | -------------- |
| 180       | Peaje de Zunil                                | Quetzaltenango |
| 230       | Coatepeque                                    | Quetzaltenango |
| 214       | Cruce las Victorias, Colomba Costa Cuca       | Quetzaltenango |
| 178       | El Zarco, Santa Cruz Muluá                    | Retalhuleu     |
| 155       | Cuyotenango                                   | Suchitepéquez  |
| 136       | ruta a occidente, Nahualate, Chicacao         | Suchitepéquez  |
| 185       | San Julián ruta hacia el río Polochic, Tactic | Alta Verapaz   |
| 129       | cruce de Los Encuentros, ruta Interamericana  | Sololá         |
| 56        | Chimaltenango                                 | Chimaltenango  |
| 188       | Cuatro Caminos                                | Totonicapán    |
| 287       | Huehuetenango                                 | Huehuetenango  |

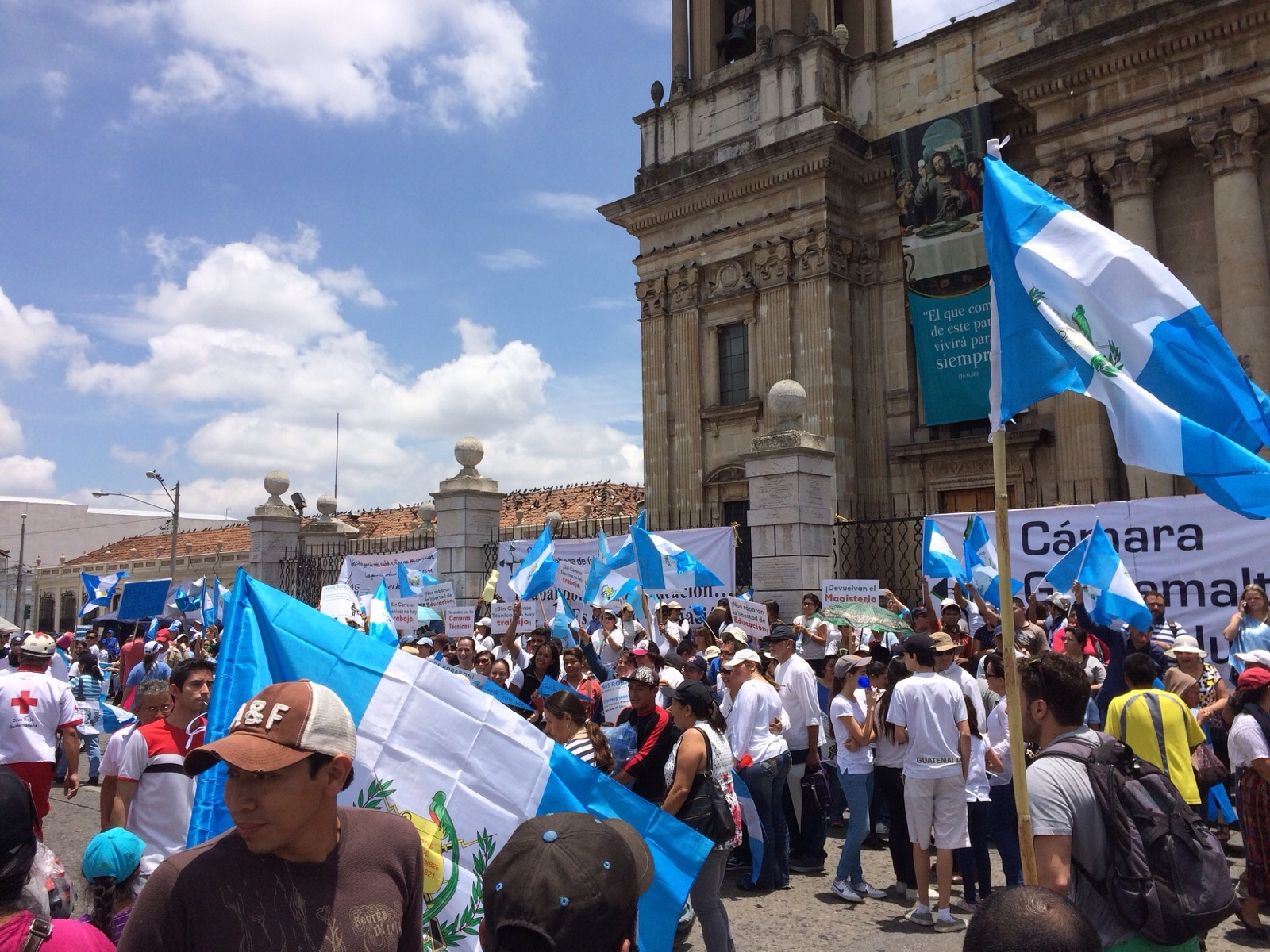
Protesta en la Plaza de la Constitución de la Ciudad de Guatemala durante el Paro Nacional del 27 de agosto de 2015.

El 27 de agosto de 2015 se realizó un paro nacional, apoyado principalmente por empresarios, con más de cien mil personas manifestando su repudio al presidente Pérez Molina en la Plaza de la Constitución en la Ciudad de Guatemala y varios millones de visitas a las redes sociales. También se reportan obstrucciones de carreteras en los mismos puntos de los días anteriores y manifestaciones en numerosas cabeceras departamentales. No obstante, el presidente no renunció.

### Septiembre de 2015
El 2 de septiembre, el presidente Otto Pérez Molina presentó su renuncia y fue sustituido en el cargo por el vicepresidente Alejandro Maldonado Aguirre, quien se convirtió en el primer ciudadano guatemalteco que sirve como vicepresidente y presidente de la República en el mismo período sin haber optado a elección popular. Asimismo, Maldonado Aguirre pasó de juez de la Corte de Constitucionalidad a Presidente de Guatemala en tan sólo ciento doce días. Ese mismo día la exvicepresidente Baldetti fue trasladada al Centro de Detención Preventiva para Mujeres Santa Teresa en la zona 18 de la Ciudad de Guatemala. El 3 de septiembre se inició la audiciencia para determinar si Pérez Molina era ligado a proceso por su posible involucramiento en La Línea; tras dos sesiones maratónicas que concluyeron el 4 de septiembre, el juez a cargo del caso indicó que hará saber si liga o no a proceso a Pérez Molina el martes 8 de septiembre. Durante esa audiencia, lo más relevante fue que se escuchó la grabación de una conversación telefónica entre la exvicepresidente Roxana Baldetti y uno de los dirigentes operativos de la red, Estuardo González —«Eco»-, y le indicó que quería que ella y el presidente se desligarían poco a poco.
El 8 de septiembre el juez Miguel Ángel Gálvez ligó a proceso a Pérez Molina y lo envió a prisión preventiva al cuartel de Matamoros. Por su parte, Maldonado Aguirre presentó una terna de candidatos a vicepresidente de la que el Congreso de la República seleccionó al doctor Alfonso Fuentes Soria —quien había sido rector de la Universidad de San Carlos de Guatemala de 1990 a 1994 y presidente de la Comisión Guatemalteca de Derechos Humanos— el 16 de septiembre de 2015.
El 17 de septiembre se inició la audiencia contra la ex intendente de aduanas Claudia Méndez Asencio en la que el Ministerio Público indicó que ella habría formado parte activa de las estructuras superiores de La Línea; específicamente, a Méndez Asencio se le sindica de haber aprobado la liberación de un poco más de mil quinientos contenedores con mercadería variada en las aduanas mediante el pago de sobornos por parte de importadores, y que del total recibido ella habría recibido un 5 %. La fiscal general Thelma Aldana afirmó que existen escuchas telefónicas que implican a la ahora exfuncionaria aduanal en dicha red del crimen organizado, no solo al consentir que operara dentro del sistema sino que también por su probable activa participación. Por su parte, Méndez Asencio se defendió señalando que en su gestión se limitó a ejecutar las acciones que la ley le permitían.

### Octubre de 2015
Luego de que la fiscal general, Thelma Aldana, informara que los importadores que defraudaron al fisco podrían ascender a mil quinientos, el juzgado B de alto impacto giró las órdenes para arraigar a cincuenta importadores. El 27 de octubre la jueza Marta Sierra de Stalling fue beneficiada con una medida sustitutiva de doscientos mil quetzales con lo que qued~ en libertad condicional y fue liberada de la prisión de Maramotos; la decisión fue tomada luego de que el juez undécimo penal José Eduardo Cojulún Sánchez atendiera la orden de la Sala Primera de Apelaciones para que fundamentara las causas por las que la exjueza fue enviada a prisión el 23 de septiembre.  Ese mismo día fueron allanadas numerosas propiedades del empresario Gustavo Alejos Cámbara por una caso de ventas irregulares de medicamentos al Instituto Guatemalteco de Seguridad Social y durante la conferencia de prensa sobre ese tema, la fiscal general Thelma Aldana indicó que tanto el MP como la CICIG están analizando cómo apelar la decisión de dejar libre a la exjueza. El 27 de octubre por la tarde asumió como diputada del Partido Patriota la ex asistente personal de Roxana Baldetti, Daniela Beltranena, quien junto a Juan Carlos Monzón fue de los colaboradores más cercanos de la exvicepresidente; incluso, acompañó a Baldetti en el viaje a Corea del Sur en abril cuando la CICIG y el MP hicieron público el caso de La Línea.  Beltranera asumió el puesto tras la renuncia del diputado Pedro Muadi, a quien la Corte Suprema de Justicia le retiró la inmunidad por su implicación en un caso de enriquecimiento ilícito por medio de plazas fantasma en el Congreso de Guatemala.
El 28 de octubre, se creó el Juzgado de Primera Instancia Penal, narcoactividad y delitos contra el ambiente y tribnal de sentencia de Mayor Riesgo C, para que conozca casos de gran repercusión social, iniciados con el Caso de «La Línea»; este juzgado estará integrado por tres jueces y a cargo de Pablo Xitumul.  Este juzgado se tuvo que abrir porque los juzgados de mayor riesgo A y B ya tiene más de noventa casos pendientes con más de setecientos acusados, cada uno.

### Noviembre de 2015
Inicialmente, Daniela Beltranena iba a renunciar del Congreso e incluso presentó su notificación formalmente y por escrito; pero luego no la ratificó y continuó como diputada del Partido Patriota.  El 4 de noviembre la Fiscalía indicó que presentaría un antejuicio por un posible caso de abuso de autoridad de parte de Beltranena, quien habría conseguido plazas para sus amistades en la Dirección General de Aeronáutica Civil.

## Caso de contenedores en Puerto Quetzal
El 15 de abril de 2016, a casi un año de descubrir el Caso de La Línea —y un día después de que Juan Carlos Monzón fuera aceptado como colaborador eficaz en el caso— el Ministerio Público y la CICIG desbarataron otra estructura de corrupción que involucraba también a los exmandatarios Otto Pérez Molina y Roxana Baldetti: capturaron a más de diez personas por su supuesta implicación en el proceso anómalo de usufructo en la Empresa Portuaria Quetzal para favorecer a la empresa de capital español Transportes de Contenedores Quetzal (TCQ).
El expresdiente Pérez Molina había entregado en usufructo por 25 años un área de 348 mil 171 metros cuadrados del Puerto Quetzal a la firma TCQ, que a su vez es –subsidiaria de la empresa española «Transporte de Contenedores» de Barcelona el día Miércoles Santo de 2013, un día en el que prácticamente nadie trabaja en el país.
De acuerdo a lo reportado por los entes investigadores, la exvicepresidenta Baldetti, el expresidente Pérez Molina y el exsecretario general de la Presidencia, Gustavo Martínez, y el exsecretario privado de la vicepresidencia, Juan Carlos Monzón, participaron activamente en que se otorgara este contrato desde el momento en que se inició el gobierno del Partido Patriota el 14 de enero de 2012; de hecho, el 24 de enero de 2012 el operador Guillermo Lozano recomendó a Pérez Molina nombrar a Allan Marroquín como interventor de la Empresa Portuaria Quetzal, y posteriormente, por recomendación de Baldetti se nombró a Julio Sandoval como subinterventor de la entidad, todo en preparación para llevar a cabo la negociación con TCQ, específicamente con su representante en Guatemala, el ciudadano español Juan José Suárez.
De acuerdo a lo reportado por el MP y la CICIG, habría habido una comisión para los gestores nacionales de treinta millones de quetzales, y que entre los beneficiados por habría estado el expresidente y la exvicepresidenta; de hecho, cuando se vio que Lozano no avanzaba con la negociación nombraron a Juan Carlos Monzón para que la agilizara, cosa que logró.  Monzón se habría reunido con los representantes de TCQ por desacuerdos en el pago de la comisión, que Pérez Molina habría solicitado que fuera en efectivo y consiguió que se realizara en un plan de pagos hasta 2016.  También se informó que de la comisión se descontó el pago de soborno a sindicalistas y personas de la Procuraduría General de la Nación y de la Contraloría General de Cuentas.
La fiscal general Thelma Aldana también anunció la interposición de un antejuicio en contra del magistrado de la Corte Suprema de Justicia, Douglas Charchal Ramos, quien presuntamente ayudó a Monzón a evitar un obstáculo jurídico de la empresa TCQ para obtener una licencia de construcción; a cambio, Charchal se habría reunido con Monzón para acordar su elección como magistrado de la Corte Suprema de Justicia.La fiscal general también anunció la interposición de un antejuicio en contra del magistrado de la Corte Suprema de Justicia, Douglas Charchal Ramos, quien presuntamente ayudó a Monzón a evitar un obstáculo jurídico de la empresa TCQ para obtener una licencia de construcción.
Una vez establecida la concesión, Pérez Molina y Baldetti se habrían repartido US$8 millones cuatrocientos mil garantizados por la firma Group Maritim TCB. Terminal de Contenedores Quetzal (TCQ) habría trasladado US$12 millones iniciales por medio de empresas del guatemalteco Jonathan Cheves, moviendo fondos en varios países; de la inversión total de US$225 millones, la compañía habría abonado dos abonos de comisiones, pero un tercero de US$12 millones ya no se habría abonado porque estaba programado para después del 16 de abril de 2015, fecha en que se descubrió el Caso de La Línea.
Por otra parte, como los sindicalistas de Puerto Quetzal se oponían al contrato y amenazaban con medidas de hecho, el representante de TCQ, el ciudadano español Juan José Suárez, habría concertado con los representantes del gobierno para sobornar a los sindicalistas.  De acuerdo con el MP y la CICIG, estos habrían recibido US$5 millones en sobornos.

## Papel de los Estados Unidos en la crisis
En medio de la crisis, y tras el descubrimiento del caso IGSS-Pisa, el representante de la Casa Blanca en Guatemala ofreció una conferencia de apoyo en temas de seguridad al presidente Otto Pérez Molina. Esta conferencia, celebrada en Casa Presidencial, fue el detonante para que en la siguiente protesta las pancartas incluyeran quejas e improperios contra los Estados Unidos y que en los medios se empezara a hablar de una posible intervención. Pero los indicios venían desde antes; el vicepresidente estadounidense, Joseph Biden, visitó Guatemala la primera semana de marzo de 2015 y uno de los puntos destacados de su visita fue la sugerencia de que se renovara por dos años más el mandato de la CICIG (Comisión Internacional contra la Impunidad en Guatemala), y su deseo expreso de no coincidir con la exvicepresidenta Roxana Baldetti.
En especial, el hecho de que el embajador Todd Robinson usara el podio del presidente de Guatemala demostraría una injerencia estadounidense, la cual habría sido planificada e implementado por la CICIG. Debe recordarse que cuando se creó la CICIG, sin romper con la institucionalidad del país, fue colocada por encima de ella y, a través de la CICIG, el Gobierno de los Estados Unidos canalizaría su información de inteligencia para sus objetivos. El objetivo de esto es conseguir una depuración del Gobierno guatemalteco, alcanzando incluso a particulares, con el tema de la evasión de impuestos que se produce permanentemente en Guatemala, sobre todo con las empresas acogidas al régimen opcional del impuesto sobre la renta.
Para lograr sus objetivos es posible que la Agencia Central de Inteligencia de los Estados Unidos haya aportado parte de su caudal de información acumulada a lo largo de décadas. Originalmente, se construyó una red que, controlando las aduanas, retirara fondos de ellas, con el propósito de cubrir los gastos extraordinarios que la contrainsurgencia demandaba durante la Guerra Civil de Guatemala y que no se podían incluir en el presupuesto porque no era conveniente. Esto se tuvo que hacer porque el entonces presidente Jimmy Carter había cortado formalmente la ayuda militar para el Ejército de Guatemala, pero en realidad nunca se detuvo esa ayuda: solo que se hizo a través de medios ocultos, ingresando por las aduanas. Durante el Caso Moreno, la red fue descubierta; pero para entonces la contrainsurgencia ya no era relevante; además, la red se había privatizado.
La diferencia en la política estadounidense se observa en que cuando se derrocó al coronel Jacobo Arbenz Guzmán en 1954 hubo una intervención clara y con el espectro del anticomunismo; era la época de macarthismo en Estados Unidos y podían incluso desembarcar marines donde hubieran querido. Pero en 2015 la política es mucho más sofisticada, utilizando la defensa de la probidad. Se da una nueva forma de colonialismo en la que no hay necesidad de tropas ni de maniobras militares; basta con desorganizar, con fomentar la conflictividad de un país, especialmente los que están en Triángulo Norte de Centroamérica. Es decir, aunque haya sectores que convergieron en las protestas en contra del presidente, también ha habido una reacción del movimiento popular y de ciertos sindicatos, que es totalmente diferente a lo que se ha planteado en las protestas. Incluso, hay organizaciones populares y sindicales que plantean una agenda cuya única razón de ser es agitar, porque plantean cosas absolutamente imposibles y quienes las plantean saben que son imposibles y precisamente por eso es que las plantean.
El interés de los Estados Unidos en el Triángulo Norte sería el de su propia seguridad nacional y situación económica mundial; por un lado, estaría preocupado de que los carteles que operan en la región pudieran en algún momento vincularse con movimientos terroristas especialmente en la encrucijada selvática que está entre Belice, Guatemala y Honduras y que podría instalar dispositivos que pondrían en grave peligro todo el tránsito por el Canal de Panamá y por el Caribe. Por otra parte, existe una disputa del espacio centroamericano por parte de Estados Unidos, China y Rusia. Los chinos están intentando construir un canal en Nicaragua y los rusos también han explorado la región.
El 9 de julio de 2015 una delegación de altos funcionarios estadounidenses arribó a Guatemala como parte de una gira centroamericana para promover su Alianza para la Prosperidad y se reunió con el presidente Pérez Molina en Puerto Barrios; la comisión, dirigida por el senador Thomas Shannon, incluye a personeros que trabajan contra lavado de dinero, antinarcóticos, inmigración y cooperación.
El 1 de septiembre de 2015, cuando Pérez Molina fue despojado de su inmunidad diplomática, el embajador Todd Robinson publicó un comunicado de prensa en el que manifestó su apoyo a las elecciones democráticas a realizarse el domingo 6 de septiembre; igualmente, hizo un llamado a los partidos políticos a efectuar su campaña electoral sin conflictos y a los ciudadanos a ejercer su voto con responsabilidad ya que —contradictoriamente— «los Estados Unidos reconocen el derecho de los guatemaltecos a expresar libremente sus puntos de vista y a tener elecciones libres».
El 7 de abril de 2016, tras críticas a una actitud que se percibió como injerencia en los asuntos nacionales de Guatemala y a un pedido del Nuncio Apostólico para que los embajadores cesaran en su actitud de entrometerse en los asuntos internos del país, el embajador de los Estados Unidos, Todd Robinson dijo que seguiría su misma política pues estaba "comprometido con las personas del Corredor Seco, y de las áreas marginales que se estaban muriendo de hambre".

## Impacto económico de la crisis
Las políticas macroeconómicas de los Gobiernos guatemaltecos hasta 2015 habían mantenido bajo control el nivel de precios y la inflación, basadas principalmente en las normas aplicadas con rigurosidad por el Banco de Guatemala (Banguat) que había incluso sido reconocido nacional e internacionalmente por los entes especializados en la materia. La política monetaria era suficientemente confiable, a tal punto que cuando los escándalos comenzaron a salir a luz en abril de 2015, se empezó a hablar de crisis política pero no económica.
Pero a partir de julio de 2015 la situación empezó a cambiar: la confianza cayó a un 28.68 % ―un nivel sumamente bajo que se había visto solamente en 2009 durante la Gran Recesión―. La cifra es un 13.20 % menor que la registrada en junio (33.04 %) y es menos de la mitad que la registrada en julio de 2014 (53.75 %). Este indicador demuestra que en opinión del panel económico competente, la actividad de los actores económicos guatemaltecos no mejorará lo suficiente en los próximos seis meses. La CEPAL, por aparte, redujo la previsión de crecimiento a 3.5 % para el país en 2015 debido al entorno político del país.
Asimismo, la situación política del país derivada del caso de La Línea y de los otros casos de corrupción investigados por la CICIG y el Ministerio Público ―Caso Redes, Caso IGSS-Pisa, Caso Lavado y Política― ha dificultado las futuras negociaciones de préstamos que se tienen negociaciones con el Banco Mundial, Bando Interamericano de Desarrollo (BID) y el Banco Centroamericano de Integración Económica (BCIE) para 2016. La crisis ha provocado un lento avance en las negociaciones con los organismos de financiamiento, de por sí ya difíciles por el cambio de Gobierno que se producirá el 14 de enero de 2016, por la lenta implementación de un plan de acción en la Superintendencia de Administración Tributaria y por los señalamientos en contra de exfuncionarios por corrupción.
El 28 de agosto el Banco de Guatemala  hizo pública la Encuesta de Expectativas Económicas, que tiene el propósito de medir cada mes la percepción del desarrollo del clima de los negocios en los siguientes seis meses. El principal hallazgo es que refleja la caída de la confianza en 24.44% en un solo mes, lo cual es negativo para el clima empresarial, ya que cuando se compara con meses anteriores se observa un deteriorio de deterioro de la confianza; desde abril a la agosto la confianza había caído en forma acumulada un 58.55%. En otras palabras, la crisis política a la que el Gobierno orilló al país por los escándalos de corrupción ha incidido a en el nivel de confianza que se pueda inspirar.

## Cronología del caso
Véase:Cronología del Caso de La Línea